# Véhicule autonome
Pour un article plus général, voir Système automatique de transport.

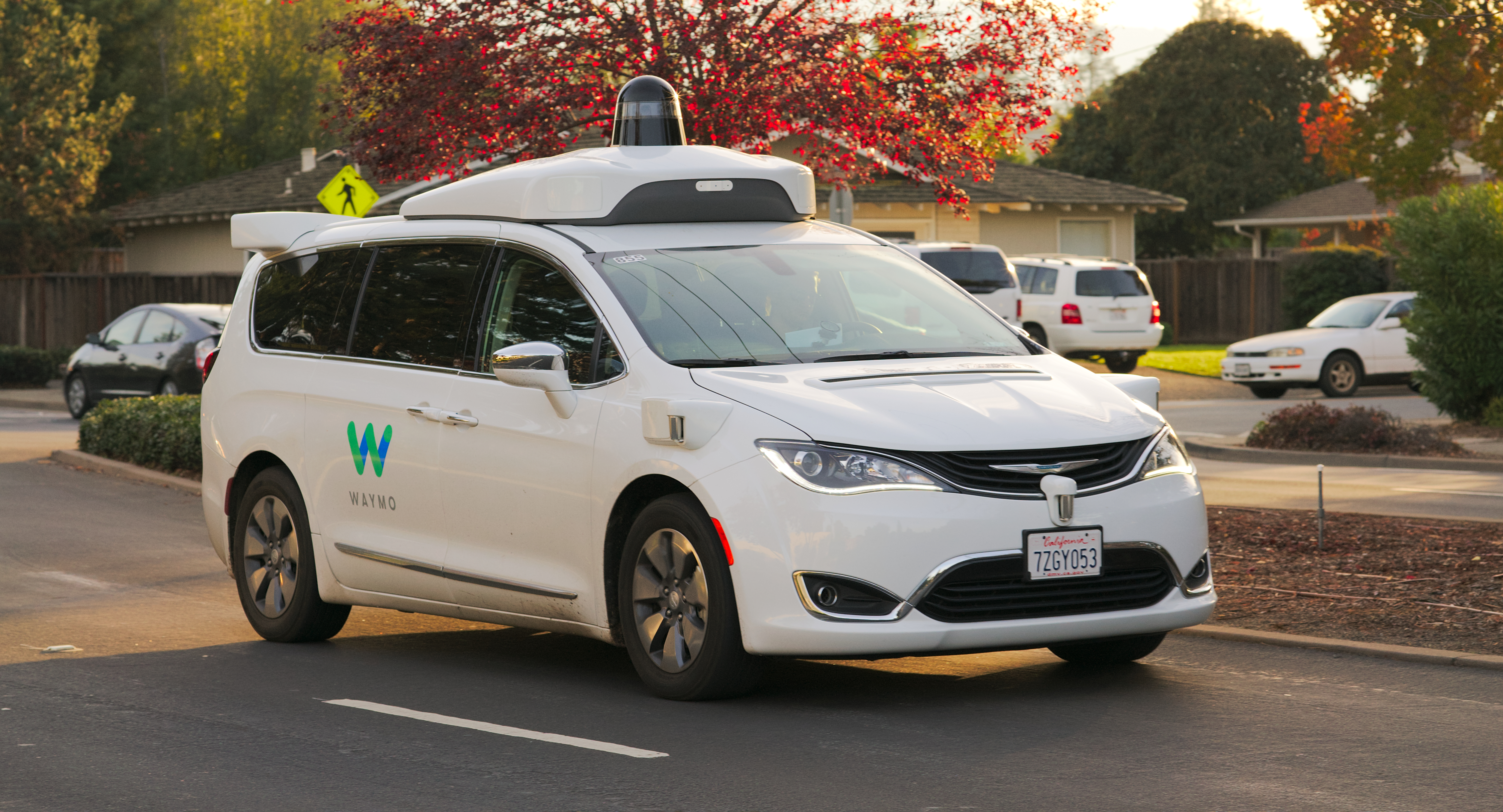
Le Chrysler Pacifica équipé de la technologie autonome Waymo.

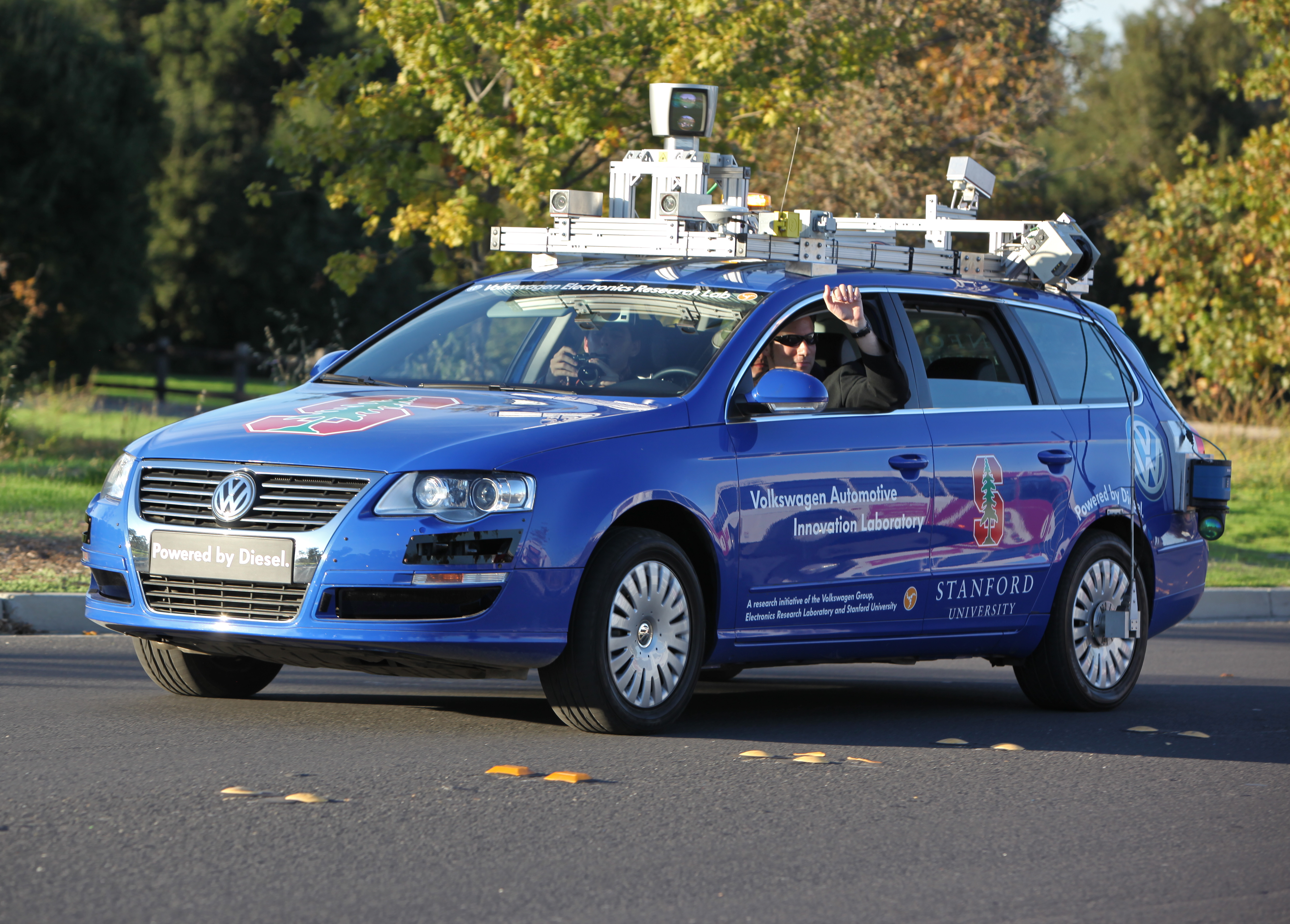
Voiture autonome dont on distingue certains capteurs sur le toit.

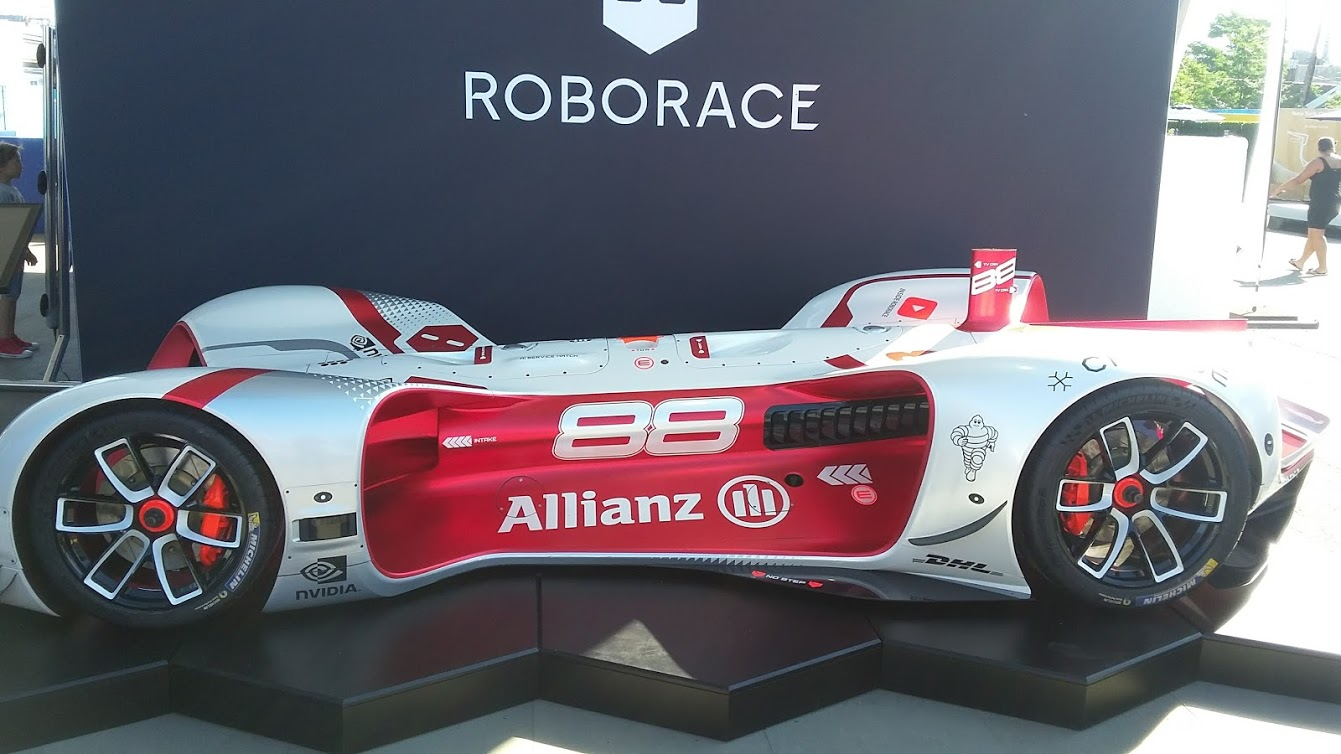
Une voiture sans pilote Robocar en présentation au grand prix de Formule E de 2017 à New York.

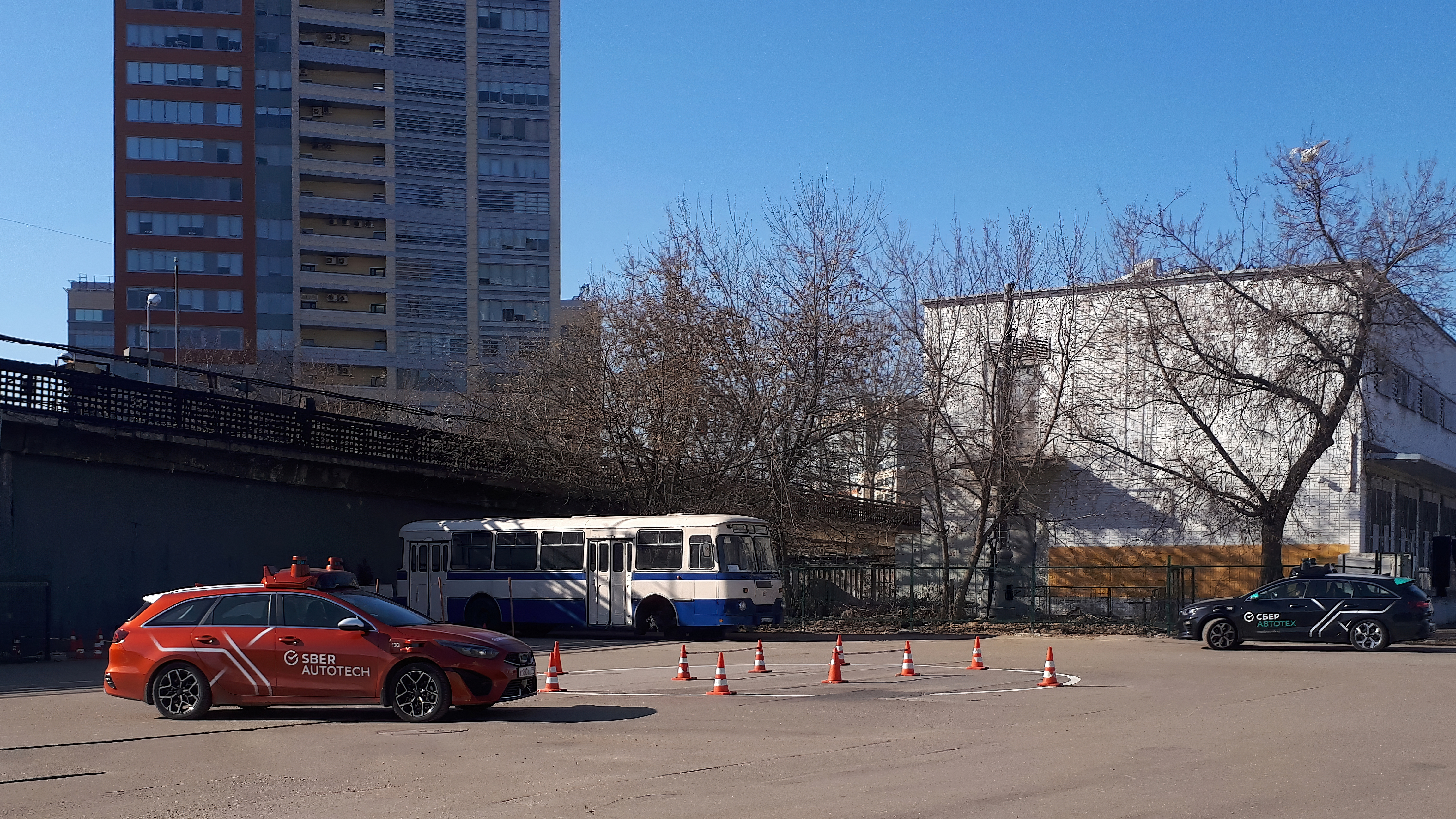
Les voitures de Sber Autotech sont formées sur le terrain d'entraînement.

Un véhicule autonome, véhicule automatisé, véhicule à délégation de conduite ou véhicule entièrement automatisé est un véhicule capable de se déplacer sans intervention d'un conducteur. Le déplacement peut se faire sur terre, sur l'eau, sous l'eau, dans les airs ou dans l'espace. C'est une application typique du domaine de la robotique mobile, dans laquelle de nombreux acteurs sont engagés. Cet article porte plus spécifiquement sur les véhicules à moteur prévus pour circuler sur la route : voitures, bus, camions et certains tramways.
Dans le cas de l'automobile, un véhicule autonome peut circuler sur la voie publique dans les situations normales de trafic, sans intervention humaine. La notion de véhicule autonome couvre, selon le contexte, des réalités différentes : un véhicule totalement autonome (niveau 5), inexistant à ce jour, un véhicule « semi-autonome » disposant de différents systèmes d'aide à la conduite ou de conduite semi-automatisée supervisée par le conducteur (niveau 2+), ou encore un véhicule à délégation de conduite (niveau 3+).
Certains systèmes de conduite automatisée de niveau 3 sont prévus pour fonctionner dans des conditions spécifiques, par exemple dans les embouteillages sur autoroute ou lors du stationnement automatique.
Des éléments de solutions techniques, légales, psychologiques et juridiques ont déjà été introduits, mais certaines questions restent non résolues.

## Confusion avec les ADAS de niveau 2
Les systèmes de conduite où le volant peut être lâché un moment (en anglais : hands-free) pourraient laisser croire au conducteur qu'il n'est plus conducteur, la conduite étant partiellement réalisée par le véhicule. Toutefois, les constructeurs de ces véhicules considèrent que le conducteur reste responsable de la conduite, raison pour laquelle ils n'appellent pas ces véhicules des véhicules autonomes, appellation réservée aux véhicules dont les constructeurs sont légalement responsables de la conduite.
Ces aides à la conduite (ADAS) sont donc distinctes des systèmes de conduite automatisés (en anglais : automated driving systems ou ADS). Si le véhicule contrôle l’accélération, le freinage, le centrage dans la ligne, effectue des changements de file automatiques et contrôle les angles morts, et que les mains du conducteur sont sur ses genoux un certain temps, il ne s'agit cependant pas de délégation de conduite ni de conduite autonome.
| Marque         | Nombre de véhicules            | Nom de la suite ADAS | Distance parcourue (hands-free miles) | Distance parcourue (kilomètres) |
| -------------- | ------------------------------ | -------------------- | ------------------------------------- | ------------------------------- |
| General Motors | 80 000                         | Super Cruise         | 77 millions                           | ~100 millions                   |
| Ford           | 225 000                        | BlueCruise           | 100 millions                          | 150 millions                    |
| Tesla          | 400 000 (États-Unis et Canada) | FSD                  | 325 millions                          | 475 millions                    |

Quelle que soit la marque, les ADAS sont moins sûrs que la conduite humaine normale car les conducteurs se fient excessivement à ces systèmes dès une période d'utilisation très courte, augmentent leur temps de réaction et se laissent également plus facilement distraire. Le risque dépend tout de même du domaine opérationnel, les situations à risque étant moindres sur autoroute qu'en ville.
En 2024, Jeep — filiale du groupe Stellantis — lance un système d'aide à la conduite dénommé Hands-Free Active Driving Assist, qui présente des similarités[Lesquelles ?] et des dissimilarités[Lesquelles ?] avec les systèmes BlueCruise de Ford et Super Cruise de GM. Le groupe compte aussi produire une plateforme STLA AutoDrive à partir de fin 2024 pour la commercialiser en 2025. Cette plateforme doit offrir une capacité de niveau 2, dite « mains libres avec les yeux sur la route », et une capacité de niveau 3, dite « mains libres sans nécessité de surveiller la route ».
Aux États-Unis, la RAND Corporation considère que des centaines de millions voire des centaines de milliards de milles terrestres internationaux sont nécessaires pour démontrer la fiabilité et la sûreté des véhicules autonomes, soit beaucoup plus que les distances parcourues pour tester les camions sans conducteur au Texas.

## Terminologie
Dans les législations de langue française, l'expression « véhicule autonome » est utilisée au Québec et en France, ; l'expression « véhicule automatisé » ou « véhicule entièrement automatisé » est utilisée par les règlements de l'Union européenne.
Dans la législation française, le code de la route utilise l'expression plus précise de « véhicule à délégation de conduite »,.
D'autres appellations sont moins usitées : « véhicule sans conducteur », « automobile sans pilote », « voiture automate », « véhicule intelligent sans conducteur »,.
Ces concepts peuvent différer : si un véhicule automatisé est par définition un véhicule à délégation de conduite, la législation des pays liés par la convention de Vienne ou la convention de Genève requiert un conducteur dans le véhicule. De ce fait, légalement un véhicule automatisé à délégation de conduite n'est pas nécessairement un véhicule sans conducteur, pour le moment.
Transports Canada publie la définition suivante :

« Un véhicule automatisé utilise une combinaison de capteurs, de contrôleurs, d'ordinateurs de bord et de logiciels pour aider le véhicule à contrôler au moins une partie des fonctions de conduite à la place d'un conducteur humain. Certaines des fonctions que les véhicules automatisés peuvent contrôler sont :
- la direction ;
- le freinage et l'accélération ;
- la surveillance de l'environnement de conduite. »

— Transports Canada

### Terminologie légale française
| véhicule partiellement automatisé | véhicule équipé d'un système de conduite automatisé exerçant le contrôle dynamique du véhicule dans un domaine de conception fonctionnelle particulier, devant effectuer une demande de reprise en main pour répondre à certains aléas de circulation ou certaines défaillances pendant une manœuvre effectuée dans son domaine de conception fonctionnelle. |
| véhicule hautement automatisé     | véhicule équipé d'un système de conduite automatisé exerçant le contrôle dynamique d'un véhicule dans un domaine de conception fonctionnelle particulier, pouvant répondre à tout aléa de circulation ou défaillance, sans exercer de demande de reprise en main pendant une manœuvre effectuée dans son domaine de conception fonctionnelle. Ce véhicule peut être intégré dans un système technique de transport routier automatisé tel que défini au 1. de l'article R. 3151-1 du code des transports. |
| véhicule totalement automatisé    | véhicule équipé d'un système de conduite automatisé exerçant le contrôle dynamique d'un véhicule pouvant répondre à tout aléa de circulation ou défaillance, sans exercer de demande de reprise en main pendant une manœuvre dans le domaine de conception technique du système technique de transport routier automatisé auquel ce véhicule est intégré, tels que définis aux 1° et 4° de l'article R. 3151-1 du code des transports.                                                                    |

Au sens de ce décret, les systèmes d'aide à la conduite ne sont pas des systèmes de conduite automatisée.

### Exemples de définitions
| Français                          | Anglais                  | Exemple de définition |
| --------------------------------- | ------------------------ | --- |
| véhicule autonome                 | autonomous vehicle       | - véhicule connecté qui, une fois programmé, se déplace sur la voie publique de façon automatique, sans intervention de ses utilisateurs - véhicule routier équipé d'un système de conduite autonome qui a la capacité de conduire un véhicule conformément au niveau d'automatisation de conduite 3, 4 ou 5 de la norme J3016 de la SAE International. |
| véhicule automatisé               | automated vehicle        | véhicule à moteur conçu et construit pour se déplacer de façon autonome pendant certaines périodes de temps sans supervision continue de la part du conducteur, mais pour lequel l'intervention du conducteur demeure attendue ou requise. |
| véhicule entièrement automatisé   | fully automated vehicle  | véhicule à moteur qui a été conçu et construit pour se déplacer de façon autonome sans aucune supervision de la part d'un conducteur. |
| véhicule sans conducteur          | driverless vehicle       | |
| véhicule à délégation de conduite |                          | véhicule qui se rattache à la catégorie internationale M, N, L, T ou C ou qui relève d'un genre national, muni d'une ou plusieurs fonctionnalités permettant de déléguer au véhicule tout ou partie des tâches de conduite pendant tout ou partie du parcours du véhicule. La délégation est partielle lorsque le conducteur délègue au système électronique du véhicule une partie des tâches de conduite mais conserve a minima une action physique de conduite. La délégation est totale lorsque le conducteur délègue complètement au système électronique du véhicule l'ensemble des tâches de conduite. Cette définition exclut les aides à la conduite, qui ne dispensent pas le conducteur d'exercer les tâches de conduite. Elle exclut également les dispositifs de sécurité légaux, qui font l'objet d'une homologation et d'une obligation d'équipement au sens de la réglementation en vigueur. Les véhicules DPTC circulant à des fins expérimentales ne sont pas des systèmes de transports au sens de l'article L. 1612-2 du code des transports. |
| véhicules en peloton              | vehicle platooning       | liaison de deux véhicules ou plus en un convoi au moyen d'une technologie de connectivité et de systèmes d'aide à la conduite automatisée qui permettent aux véhicules de maintenir automatiquement entre eux une distance rapprochée déterminée lorsqu'ils sont connectés pour certaines parties d'un trajet et de s'adapter aux changements dans le mouvement du véhicule de tête sans interventions ou avec peu d'interventions de la part des conducteurs. |
| système de conduite automatisé    | Automated driving system | éléments matériels et logiciels permettant d'assurer le contrôle dynamique d'un véhicule de façon ininterrompue. |

« « Fonction de conduite automatisée », une fonction du système qui est capable d'exécuter les tâches relatives à la conduite dynamique du véhicule »

— Règlement 157, complément 1

### Autres terminologies
Dans le cadre de projets comme Vivaldi, Pegasus, GaiaX4PLC et VMM, auxquels participent des industriels dont Stellantis, Ford, Volkswagen, Audi, BMW ou Mercedes, un glossaire technique bilingue allemand-anglais est compilé sous licence Creative Commons pour refléter le vocabulaire utilisé dans la communication.
La Suisse utilise l'expression « conduite automatisée », notamment dans l'ordonnance sur la conduite automatisée.

## Principes
Un véhicule autonome est équipé de capteurs d'images — par caméras, radars, sonars, lidars — dont les données sont traitées par des processeurs et des logiciels dédiés :
- en prenant en compte toutes les données, ces logiciels reconstituent la situation routière 3D par reconnaissance de formes (voies, véhicules, obstacles, panneaux, limites de chaussées) et emploient des algorithmes — d'intelligence artificielle — pour décider d'actions à réaliser sur les commandes du véhicule ;
- les actions décidées par logiciel sont réalisées par servocommandes sur le volant (la direction), la vitesse (accélération/freinage) et diverses interfaces, notamment avec le conducteur du véhicule et avec les conducteurs des autres véhicules (signaux lumineux).

L'interface avec un conducteur humain permet l'engagement et le désengagement du mode conduite automatisé.

## Effets attendus du développement des véhicules autonomes
Certains analystes estiment que le développement de ce type de véhicules pourrait bouleverser l'industrie automobile mondiale, à travers un changement radical des modes de consommation. Alors qu'aujourd'hui de nombreux particuliers achètent des véhicules pour leur utilisation personnelle, le développement de services de transport (taxi) reposant sur une flotte de véhicules autonomes pourrait conduire à une réduction substantielle de ce type d'achats. L'industrie automobile passerait alors progressivement d'une industrie de biens à une industrie de services, les véhicules restant la propriété des sociétés de transport.
D'autres considèrent que le transport de fret sera le premier concerné, en raison de trajets plus routiniers et plus répétitifs, et du moindre nombre de personnes dont la vie serait risquée.

### Effets possibles
En 2015, 90 % des accidents de la route sont liés à une erreur humaine ; la voiture autonome est donc parfois perçue comme une façon de réduire le risque d'accident.
Malgré ces avantages, certains défis demeurent :
- défis juridiques : quelle responsabilité juridique sera engagée en cas d'accident ? Certains constructeurs comme Volvo ont annoncé qu'ils endosseraient cette responsabilité[28],
- défis sécurité informatique : le piratage informatique des voitures, ciblé contre un véhicule, ou contre toute une flotte simultanément. Une faille dans le protocole de sécurité de la Tesla Model X a été détectée par des chercheurs en sécurité informatique de la KU Leuven[29],
- le surcoût d'un véhicule autonome par rapport à son équivalent « non autonome » pourrait être un frein auprès de la clientèle[30].

### Assurances
Les véhicules automatisés peuvent affecter les assurances différemment selon les pays, car les assurances varient selon le pays. Le coût varie de un à dix entre la France et les États-Unis.

#### Attentes des assurances
Les sociétés d'assurances s'attendent à ce que les véhicules soient équipés d'un enregistreur de données d'accident afin de déterminer si la faute est imputable au système autonome du véhicule ou à une faute du conducteur ou à une faute d’un véhicule tiers.

#### Évolutions attendues des assurances
Le modèle économique des assurances tel qu’il est connu aujourd’hui est amené à subir de profondes mutations au fur et à mesure de l’évolution des technologies d’automatisation et de leur arrivée sur le marché. Selon une étude du cabinet d’audit et de conseil KPMG, la conversion aux véhicules autonomes pourrait même entraîner le changement le plus important dans l'industrie de l'assurance automobile depuis sa création.
Vraisemblablement, le véhicule autonome sera soumis à l’assurance obligatoire. Tout propriétaire aura ainsi l’obligation d’assurer son véhicule pour pouvoir le faire circuler. L’assureur ayant indemnisé la victime conservera ensuite la possibilité d’exercer un recours à l’égard du responsable du sinistre. C’est là que la complexité apparaît : l’implication du constructeur, de l'équipementier, de l’exploitant de logiciel reste alors à éclaircir. Selon l'étude de KPMG, l’utilisation d’enregistrements issus de boîtes noires semblables à celles utilisées dans le domaine aéronautique, contenant des détails sur l'environnement de conduite, sur chaque mouvement du véhicule et sur les décisions du conducteur, pourrait permettre aux assureurs de mieux évaluer ces questions de responsabilité et de collecter des données amenées à orienter les modalités d’assurance. Les compagnies d'assurance capables de traiter un tel volume de données restent néanmoins à identifier.
Pour anticiper ce bouleversement des assurances face à l’avènement des véhicules autonomes, certains assureurs ont d’ores et déjà déposé des brevets visant à conquérir ce marché porteur. Ceux-ci décrivent des systèmes, appareils, interfaces, méthodes et articles de fabrication qui permettent le traitement des demandes d'indemnisation d'assurance, la souscription et les applications d'évaluation des risques à l'aide de données issues de véhicules autonomes.
Quoi qu’il en soit, les propriétaires de véhicules autonomes auront toujours besoin d'une couverture pour les incidents non liés aux collisions, comme les intempéries et le vol.
Une étude d'Accenture et Stevens Institute of Technology estime que le marché des assurances dédiées aux véhicules autonomes devrait représenter 81 milliards d'euros d’ici à 2025.

#### Lois britanniques sur l'assurance de véhicules autonomes
Au Royaume-Uni, une loi dite Automated and Electric Vehicles Act 2018 prévoit le fonctionnement de l'assurance pour les véhicules automatisés.

#### Lois françaises sur l'assurance de véhicules à délégation de conduite
En France, l'assurance des véhicules à délégation de conduite est prévue par l'ordonnance du 14 avril 2021.

#### En Corée
En Corée du Sud, en 2020 pour la première fois sur les routes publiques, la Financial Services Commission a indiqué que douze sociétés d'assurance commercialiseront dès septembre 2020 des produits assurant les véhicules professionnels autonomes.
Une clause contraint l'assureur à rembourser dans un premier temps, et à ensuite rechercher une compensation du fabricant si le véhicule ou un système du véhicule sont en faute.
En raison des risques liés aux erreurs et au hacking, des primes seront plus élevées de 3,7 %, et les bons conducteurs n'auront pas de bonus.
La FSC surveillera l'industrie automobile et collectera des données pour pouvoir assurer des véhicules autonomes non professionnels.
En mars 2025, les opérations de tests de camions autonomes sont autorisées sur toutes les autoroutes du pays.

#### Au Japon
Au Japon, l’avènement de la conduite autonome a infléchi le positionnement de certaines assurances :
- le 31 juillet 2020, Aioi Nissay Dowa Insurance annonce un nouveau produit assurantiel pour lequel des caractéristiques de véhicules autonomes (distance, freinage, accélération) bonifieraient les primes d'assurances en mode de conduite autonome, considérant que la délégation de conduite serait plus sure qu'une conduite non déléguée ;
- le 27 août 2020, la compagnie d'assurances japonaise Sompo Holdings annonce l'acquisition de 18 % de la plus grande société de conduite automatisée du Japon, Tier IV, pour 92 millions de dollars américains ;
- le 11 novembre 2020 est rapporté qu'au 1er avril 2021, la Tokio Marine & Nichido Fire Insurance commercialise une nouvelle police dont la prime n'augmente pas avec les accidents survenus au cours de la conduite autonome[39].

### Utilisation du téléphone
Selon certains analystes, les géants des nouvelles technologies seraient favorables au développement des véhicules autonomes afin de permettre à leurs utilisateurs d'être disponibles pour utiliser davantage leur téléphone.

## Historique

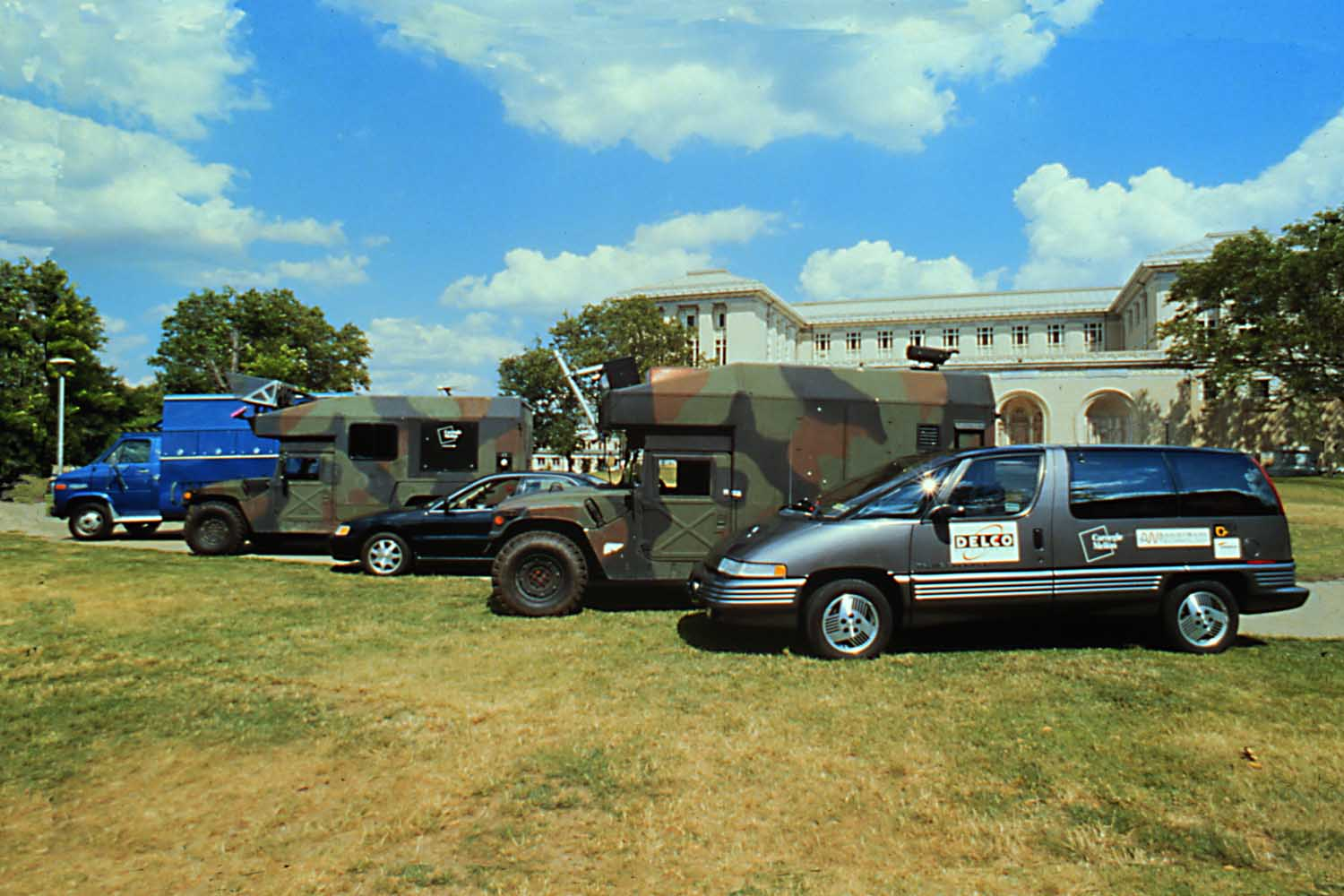
Les véhicules autonomes Navlab de 1 à 5. NavLab 1 (le plus loin sur la photo) a débuté en 1984 et a été amélioré en 1986. Navlab 5 (le véhicule le plus proche), achevé en 1995, a été la première voiture à conduire d'une côte à l'autre des États-Unis de manière autonome.

En août 1997 a lieu à San Diego une importante démonstration du National Automated Highway System Consortium (NAHSC), en français : « consortium américain de l'autoroute automatisée », où divers véhicules autonomes peuvent être comparés. À cette occasion une infrastructure spécifique avait été préparée par l'insertion de plots magnétiques servant au guidage dans certaines sections d'autoroute[source insuffisante].

### Rapport du département des transports des États-Unis

#### Années 1960 à 2015
Les années 1960 marquent l'émergence des systèmes intelligents. Le nombre de véhicules en circulation passe désormais le cap des 75 millions. Pour des raisons de sécurité, des normes commencent à être mises en place par les agences du gouvernement des États-Unis, donnant naissance au développement de nouvelles technologies intelligentes comme les ceintures de sécurité ou les airbags par exemple. General Motors, un constructeur automobile américain, développe DAIR (Driver Aided Information and Routing System), un système connecté intégré dans une voiture, permettant à la fois de recevoir des informations sur la direction à prendre, d'obtenir des informations sur les conditions routières ou bien d'envoyer des messages d'urgence à une centrale. Cependant, en raison du manque de ressources pour déployer les infrastructures, le projet est abandonné.
Durant la fin des années 1960 vient ensuite le projet du Bureau des voies publiques (Federal Highway Administration), ERGS (Experimental Route Guidance System). Ce système permet la communication entre plusieurs véhicules. Plusieurs constructeurs automobiles américains, comme General Motors ou Philco-Ford, se penchent sur le sujet. Il y a des tentatives d'essais avec des prototypes mais sans grand succès. En 1970, le projet est abandonné car les infrastructures qui auraient été nécessaires auraient coûté trop cher.
Dans les années 1970, avec l'avancée technologique et les progrès mathématiques, des algorithmes peuvent être utilisés pour modéliser les routes et les stocker dans des bases de données. Robert L. French développe alors l'ARCS (Automatic Route Control System), le premier système de guidage autonome. Ce système utilise des voix préenregistrées pour donner les indications routières au chauffeur, mais comme le système est loin d'être parfait, la deuxième version de ARCS inclut un écran affichant visuellement les informations,.
En 1977, une équipe japonaise du laboratoire de Tsukuba fait rouler la première voiture capable de suivre une voie de signalisation grâce à des capteurs optiques.
Dans les années 1980, des programmes de recherche concernant le développement technologique des transports font leur apparition, tel que PATH (The California Program On Advanced Technology For The Highway),.
En 1986, le camion VaMoRs — équipe de Ernst Dickmanns (en) — est le premier véhicule se déplaçant quasiment sans intervention humaine grâce à des caméras, des capteurs et un ordinateur contrôlant le volant et la vitesse.
Dans les années 1990, peu après la fin de la guerre froide et de la chute du mur de Berlin, les États-Unis profitent de la paix pour faire des progrès dans le domaine de l'industrie, des transports et de la santé. On assiste aussi à l'émergence d'Internet avant la fin du siècle. L'association ITS America est fondée en 1991 par American Association of State Highway and Transportation Officials (AASHTO), le Transportation Research Board (TRB) et l'Institute of Transportation Engineers. Son principal but est de faciliter la collaboration de compagnies privées ou d'agences publiques pour le développement des systèmes de transports intelligents,.
Dans les années 2000, les progrès technologiques, surtout dans le domaine de la communication, permettent aux systèmes intelligents de transport de faire un bond en avant. En effet, les objets connectés, par exemple les smartphones permettent désormais à l'utilisateur de recevoir des informations en temps réel sur les transports et le trafic par le biais d'applications. Mais cela marche aussi dans l'autre sens, c'est-à-dire que le voyageur partage à son tour ses informations (comme sa position par exemple) en temps réel qui peuvent être collectées dans une base de données et être analysées. Les smartphones ont joué un rôle majeur dans le développement des systèmes automatisés de transport, car les utilisateurs peuvent désormais envisager un avenir où les moyens de transports seraient composés en grande partie de véhicules autonomes.
En 2007, des mails dévoilés par The Guardian auraient commencé à être échangés entre Uber et le gouverneur de l'Arizona pour autoriser secrètement les premières voitures autonomes Uber.
Après 2010 et la crise économique, le but était d'adopter une utilisation plus efficace du réseau routier et du parc automobile. Par ailleurs, avec l'évolution rapide des technologies de la communication et de l'information, de nombreuses applications de transport liant des parcs de véhicules localisés géographiquement à des interfaces utilisateurs intuitives sont arrivées sur le marché.
En 2009, le projet Auto-Driving Car de Google a débuté. À l'origine, ce projet équipait des véhicules existants, comme la Toyota Prius et la Lexus RX 450h. Cependant, Google a aussi conçu son propre prototype qui a notamment comme particularité d'abandonner le volant et les pédales. Ils testent actuellement ce prototype dans plusieurs villes aux États-Unis. Leur technologie peut atteindre une automatisation de niveau 4.
De 2012 à 2013 à Ann Arbor, au Michigan a eu lieu un test grandeur nature de la technologie des véhicules connectés. Cet événement a rassemblé environ 2 700 véhicules. Chaque véhicule était équipé de la technologie aidant à éviter les accidents lors du parcours de son itinéraire. Les conducteurs reçoivent des alertes telles que le freinage des véhicules, les véhicules en angle mort et les non-respects des feux de signalisation.
En août 2014, la National Highway Traffic Safety Administration (NHTSA) a publié un rapport de recherche sur la technologie de communication entre véhicules V2V. On trouve dans ce rapport les résultats de recherches menées par les ministères de la faisabilité technique, la vie privée et la sécurité. Ces recherches montrent que deux applications de sécurité : Left Turn Assist et Intersection Movement Assist, pourraient empêcher jusqu'à 592 000 accidents et sauver 1 083 vies par an.
Le département des Transports des États-Unis (USDOT) a sélectionné en septembre 2015 trois sites de déploiement de véhicules connectés afin de réaliser des tests grandeur nature. Premièrement, les technologies de véhicules connectés sont utilisées dans le sud du Wyoming pour rendre le transit des camions plus sûr et plus efficace. Deuxièmement, on utilise la technologie V2V ainsi que la communication des intersections pour fluidifier et sécuriser la circulation sur les grands axes New-Yorkais. Troisièmement, de nombreuses applications de mobilité ont été déployées à Tampa en Floride.

### 2004, DARPA Grand Challenge
En 2004, l'agence américaine de défense DARPA organise le DARPA Grand Challenge, un concours réservé aux voitures autonomes avec 1 million de dollars à la clé. Le circuit faisait 240 km et se trouvait dans le désert. Le but était d'arriver à destination en moins de dix heures. Cette année-là, aucun véhicule n'arriva à destination. Celui qui est allé le plus loin, « Sandstorm », s'arrêta au bout de douze kilomètres.
L'année suivante, une nouvelle édition de ce Challenge eut lieu, avec cette fois une récompense doublée. Cinq équipes arrivèrent à destination dont quatre sous la limite des 10 heures. L'équipe de Stanford Racing remporta le prix avec un temps record de 6 heures et 53 minutes.

### Véhicule autonome: politique et défense
Les paragraphes suivants se réfèrent à l'article « The Autonomous Vehicle Revolution And The Global Commons » écrit par Rex B. Hughes.

#### En mer
Chaque année, 464 milliards de dollars de biens sont échangés par voie maritime. De plus l'exploration minérale et gazière du plancher océanique ne cesse de progresser. Ainsi, l'utilisation de véhicules autonomes peut rendre l'accès à ces ressources moins coûteux et optimiser l'échange des biens. Avec la modification des relations internationales depuis la fin de la guerre froide, durant laquelle les rapports de forces étaient principalement bipolaires, Les États-Unis décident de coopérer avec d'autres nations pour le contrôle et la défense des biens communs mondiaux et ce tout particulièrement en haute mer.
Ainsi, la marine américaine a pour but de devenir incontournable dans les domaines des navires de guerre et des sous-marins autonomes. Déjà en 2004, des planeurs sous-marins autonomes ont rejoint le RIMPAC (Rim of the Pacific Exercise) dans la mer de Chine méridionale pour mettre à l'épreuve leurs capacités de combat. En avril 2015, La DARPA (Defense Advanced Research Project Agency) a commencé des essais en mer de leur prototype : Sea Hunter. Le Sea Hunter est un sous-marin autonome expérimental conçu pour chasser une nouvelle génération de sous-marins diesel et nucléaires silencieux que la Chine et d'autres concurrents stratégiques des Américains devraient utiliser en eau internationale contestés tels que la mer de Chine méridionale et le détroit de Malacca. L'utilisation de ce type de technologie permet notamment de ne pas mettre en péril de combattants.

#### En Arctique
L'exploration arctique pourrait également être révolutionnée par l'utilisation de véhicules autonomes polaires. En effet, les contraintes liées à ce type d'environnement extrême sont un obstacle non négligeable pour l'être humain. Ainsi, bien que les changements climatiques facilitent déjà considérablement l'exploitation de certains passages comme le passage du Nord-Ouest et la Route de la mer du Nord, l'utilisation de véhicules autonomes pourrait rendre de nouvelles routes économiquement viables dans une région dont l'activité économique génère environ 225 milliards de dollars. À côté de cela, le voyage du président Barack Obama en 2015 dans le Cercle arctique de l'Alaska a souligné la nécessité pour les États-Unis de devenir plus engagés dans la gouvernance mondiale de la région arctique.

### Projets depuis 2010
Teqmoville, près de Paris est une fausse ville où des voitures autonomes sont testées par des ingénieurs spécialisés en intelligence artificielle.

#### Projet CATS en Europe
CATS est un projet de recherche européen qui a duré cinq ans (de 2010 à 2014) mené dans le cadre du FP7 (en français le septième programme-cadre de l'Union européenne pour la recherche et le développement technologique) et dont l'objectif a été d'étudier la faisabilité d'une mise en place d'un système de transport basé sur des véhicules électriques autonomes.
Préliminaires
Le projet commence le 1er janvier 2010 et l'objectif primaire est d'encourager le déploiement de Cristal, le véhicule autonome développé et créé par le groupe privé français Lohr, spécialisé dans la conception et la commercialisation de systèmes de transports de biens. C'est après avoir effectué des analyses concernant les besoins en matière de mobilité dans trois villes, qu'il a été déduit que Strasbourg était la ville la plus adaptée pour une démonstration publique. L'expérience a pu permettre la collecte de données ; des informations sur les émissions de CO2 et sur l'acceptation par le marché du système Cristal ont pu être relevées.
Changement de véhicule et de propriétaire
Le projet commence alors à rencontrer ses premiers obstacles. Lohr Industrie qui s'occupait de fournir les véhicules autonomes, fait faillite en 2013. Elle cesse alors la production de Cristal et se retire en partie du projet CATS. Afin de poursuivre le projet, un autre véhicule autonome nommé Navia est choisi pour ses nombreux points communs avec Cristal. Il est développé par une autre compagnie française qui s'appelle Induct Technology. La contribution d'Induct Technology en fin d'année 2013 au projet, permet alors l'accomplissement d'une grosse étape qui a lieu début 2014, où trois véhicules Navia circulèrent avec succès dans le parc d'innovation d'Illkirch à Strasbourg pendant plusieurs mois, hélas sans prendre de passagers pour des raisons légales. En mai 2014, Induct Technology fait faillite à son tour, et est rachetée par un nouveau propriétaire qui est aussi intéressé par le projet CATS et renomme les véhicules en « Navya ».
De Strasbourg à Lausanne
Après une rencontre faite avec plusieurs ministères en France, la Communauté urbaine de Strasbourg reçoit sa première autorisation pour utiliser les véhicules autonomes sur le domaine public, mais pour des raisons de sécurité et légales, il est demandé de mener la suite de l'expérience dans un endroit mieux protégé. Le lieu de la démonstration est alors déplacé en Suisse à l'École polytechnique fédérale de Lausanne (EPFL). En plus d'être un pays sécurisé, la Suisse possède une politique plus flexible qui est en faveur de l'innovation et de la création. Cependant, le fait que la suite de l'expérience se déroule à cet endroit n'est pas sans désavantage, car l'école regorge majoritairement de personnes intéressées par la technologie et l'innovation, et cela peut avoir une influence sur le choix des personnes à emprunter ou pas les navettes autonomes. En plus de regorger majoritairement des personnes intéressées par la technologie, la majorité des personnes se trouvant dans cette école sont des hommes. En effet, il a été compté lors de l'expérience que 66 % des utilisateurs étaient des hommes,.
L'expérience sur le campus de l'EPFL est supervisée par Bestmile (une startup née au sein de l'EPFL) du 10 au 31 juillet 2014 les jours de la semaine de 7 h 30 jusqu'à 18 h 00 pour un total de 168 heures sur seize jours. L'expérience suit un schéma précis : un étudiant est présent dans chaque navette pour répondre aux éventuelles questions, distribuer des questionnaires pour que les passagers partagent leur expérience et arrêter le véhicule en cas d'urgence. Des personnes plus qualifiées sont postées sur la route pour surveiller, gérer les étudiants ou bien intervenir en cas d'urgence. Mais malgré tout le dispositif mis en place pour garantir le bon déroulement de l'expérience, cela n'a pas empêché les navettes de rencontrer plusieurs problèmes, notamment liés à des défauts techniques et logiciels,.
Résultats et conclusion
Du 21 au 31 juillet, lors des mesures, il est enregistré qu'en huit jours, plus de 800 personnes ont emprunté les navettes autonomes. Un total de 181 questionnaires est distribué et complété pendant les deux semaines. Cette collecte de données permet de récolter plusieurs catégories d'informations, comme des informations liées à l'utilisateur du véhicule (l'âge, le sexe, ainsi que le métier par exemple) ou bien des avis sur la qualité et l'aspect de Navya, etc. Même si les sondages révèlent que l'expérience a été très appréciée par la majorité des personnes, les choses sont plus compliquées au niveau législatif. Les voitures autonomes ne sont pas encore là, des lois doivent encore être modifiées et créées et cela peut prendre un temps considérable. Les auteurs de l'article concluent que seuls, les progrès et les innovations technologiques ne sont pas suffisants pour le développement des véhicules autonomes, mais qu'il faut aussi que les puissances politiques agissent pour que des expériences et des tests puissent encore avoir lieu.

#### Autres projets
De nombreux acteurs travaillent sur des projets de voiture autonome : constructeurs automobiles Audi, Toyota, Renault, Nissan, Peugeot, General Motors, Mercedes-Benz, ou encore Tesla mais aussi des équipementiers comme Valeo, Continental ou Bosch. Google, un acteur pour qui ce n'est pas le cœur de métier, développe également son système. Malgré le départ d'un des ingénieurs principaux du projet et un accident en 2016, la société reste un acteur emblématique du secteur. Apple a cherché durant 10 ans à entrer sur ce marché, avec un projet secret de plusieurs milliards de dollars, baptisé Titan, finalement abandonné début 2024.
En octobre 2010, Google annonce avoir conçu son système de pilotage automatique pour automobile, qu'il a installé sur huit véhicules. Anthony Levandowski et Sebastian Thrun sont impliqués dans ce projet.
En août 2013, Nissan annonce vouloir commercialiser ses premières voitures sans conducteur en 2020. Volvo qui travaille depuis sur les années 1970 sur l'accidentologie de ses véhicules souhaite aussi proposer un modèle sans accident avant 2020.
Parmi les constructeurs automobiles français, plusieurs ont un projet de voiture autonome à l'instar du groupe PSA qui fait circuler depuis l'été 2015 sur route ouverte plusieurs véhicules de type Citroën C4 Picasso, tandis que Ligier a déployé la navette EasyMile EZ 10.
Fin 2015, la FIA annonce le lancement en 2016-2017 d'un championnat de voitures électriques sans conducteur, Roborace.
À l'image de sa tentative avortée à San Francisco pour un problème réglementaire, Uber entend déployer massivement des voitures sans conducteur, ce que son fondateur Travis Kalanick juge « existentiel » pour sa société : celle-ci y voit en effet un moyen de baisser ses prix. Le 20 octobre 2016, un semi-remorque Otto, entreprise rachetée par Uber en août 2016, a effectué la première livraison mondiale par un camion autonome, sans chauffeur, en mode de pilotage automatique sur une autoroute entre Fort Collins et Colorado Springs soit un trajet de 200 kilomètres.
Une étude de PwC, réalisée en 2016 aux États-Unis, révèle que 66 % de la technologie utilisée par les voitures autonomes est aussi fiable qu'un conducteur moyen. Les principales peurs partagées sont les risques d'accidents et de vol. Seuls 13 % des consommateurs interrogés ne voient aucun avantage dans ce type de voiture.
Le 16 août 2018, la start-up américaine Nuro annonce le lancement d'expérimentation de service de livraison autonome sur les routes d'Arizona, en partenariat avec le retailer Kroger.

### 2016, déclaration européenne d'Amsterdam
Le 14 avril 2016, la Déclaration d'Amsterdam, portée par les ministres des transports des vingt-huit États membres de l'Union européenne affirme une ligne politique commune au sujet du développement des véhicules autonomes. Les États membres soutiennent le développement d'une conduite automatisée et connectée à travers une gamme d'initiatives telles que les convois de camions, le pilote automatique sur l'autoroute et l'établissement de corridors ITS (corridor de systèmes de transport intelligents). Il est aussi soutenu qu'au début de cette transition, une concurrence ouverte entre différents modèles et initiatives est nécessaire pour susciter la créativité et l'innovation. Cependant, l'industrie et les utilisateurs exigent que les nouveaux services et systèmes puissent fonctionner sans contraintes liées au franchissement des frontières.
Les États membres reconnaissent aussi que malgré quelques incertitudes concernant la technologie, la société, le droit, la confidentialité et la sécurité, les technologies de véhicules connectés et automatisés offrent un grand potentiel pour améliorer la sécurité routière, les flux de trafic, l'efficacité globale et la performance environnementale du système de transport.

### 2017 à ce jour, expérimentations en situation réelle

#### États-Unis
Le département des routes de Californie publie en février 2019 les données sur les essais de véhicules autonomes entre décembre 2017 et novembre 2018 : les voitures sans chauffeurs de Waymo ont parcouru 1,2 million de miles (près de 2 millions de kilomètres) sur les routes californiennes, avec, en moyenne, une intervention humaine tous les 11 018 miles, contre tous les 5 595 miles en 2017. Les véhicules de Cruise GM, affichent eux aussi de bons résultats, avec une intervention tous les 5 205 miles. Les véhicules d'Apple parcourent seulement 1,15 mile en moyenne avant une intervention humaine, et ceux d'Uber nécessitent en moyenne trois interventions humaines pour chaque mile parcouru. Selon le cabinet AlixPartners, le taux observé avec conduite humaine est d'un accident tous les 500 000 miles, niveau qui, pour les véhicules autonomes, ne sera pas atteint avant au moins 2023.
En 2017, les expérimentations se multiplient, d'abord en sites fermés puis en ville : à partir du 2 octobre, quatre Renault Zoe électriques vont rouler sans chauffeur parmi les véhicules ordinaires, et après la période de test, le public pourra, à partir du printemps 2018, appeler un véhicule en temps réel par l’intermédiaire de son smartphone, depuis l’un des dix-sept points d’arrêt. Des opérateurs ont contacté la ville de Paris pour expérimenter des taxis autonomes dans Paris dès 2018.
Le 8 novembre 2017, la navette électrique autonome de l'entreprise française Navya a un accident avec un camion à Las Vegas, pour son premier jour de mise en service.

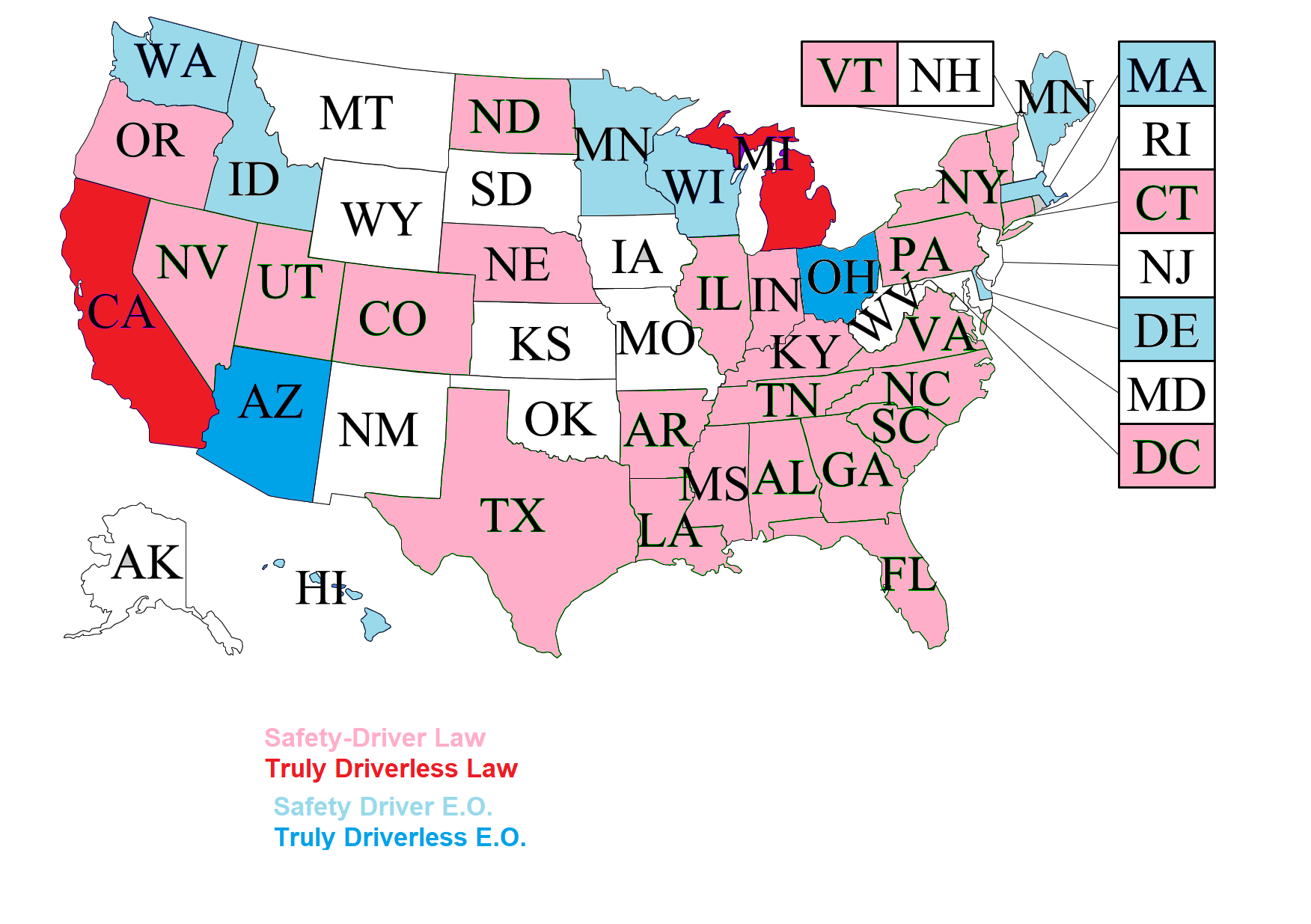
États des États-Unis d'Amérique qui autorisent l'expérimentation de voiture sans pilote sur les routes publiques au premier février 2018.

Aux États-Unis, la société Uber doit arrêter les expérimentations en Californie après que plusieurs véhicules ne se sont pas arrêtés au feu rouge. En 2015, les expérimentations se poursuivent alors en Arizona, État où les véhicules autonomes peuvent être expérimentés sans demander d'autorisation (permis ou licence). Cet État, l'un des plus pauvres du pays, encourage en effet activement la venue des entreprises technologiques sur son territoire. En mars 2018, l’Arizona décide de suspendre les expérimentations d'Uber à la suite d'une collision mortelle.
En mai et juin 2022, plusieurs taxis autonomes de l'entreprise Cruise perdent le lien avec les serveurs et créent d'importants bouchons.

#### Europe

##### projet L3 Pilot
Du printemps 2019 au février 2021, une campagne d'expérimentation a été menée sur des rues urbaines et des autoroutes publiques ainsi que dans des scénarios de stationnement. Les sept pays concernés sont la Belgique, l'Allemagne, la France, l'Italie, le Luxembourg, la Suède, et le Royaume-Uni.
L'expérimentation a concerné 750 personnes dans 70 véhicules sur 400 000 kilomètres.

### 2022, infrastructure asiatique
Le groupe automobile chinois Geely annonce le 2 juin 2022 le lancement des neuf premiers satellites d'une constellation en orbite basse qui en comptera, à terme, 240. Développés, construits et opérés par Geespace, la filiale spatiale du Zhejiang Geely Holding Group fondée en 2018, les satellites GeeSAT-1 « offriront une précision de l'ordre du centimètre pour le positionnement et la connectivité, permettant une conduite autonome sûre pour les marques automobiles au sein du portefeuille de Geely », qui compte mettre en orbite 72 satellites d'ici à 2025, pour commencer à proposer ses services en Chine et dans la région Asie-Pacifique, puis lancer les 168 unités restantes pour couvrir le globe.

### 2021-2024, autorisation de la délégation de conduite
Le 10 août 2023, les autorités californiennes autorisent Waymo (filiale d'Alphabet) et Cruise (propriété de General Motors) à faire circuler leurs taxis autonomes 24 h sur 24 et 7 jours sur 7, dans l'ensemble des rues de la ville de San Francisco.

### Véhicules commercialisés

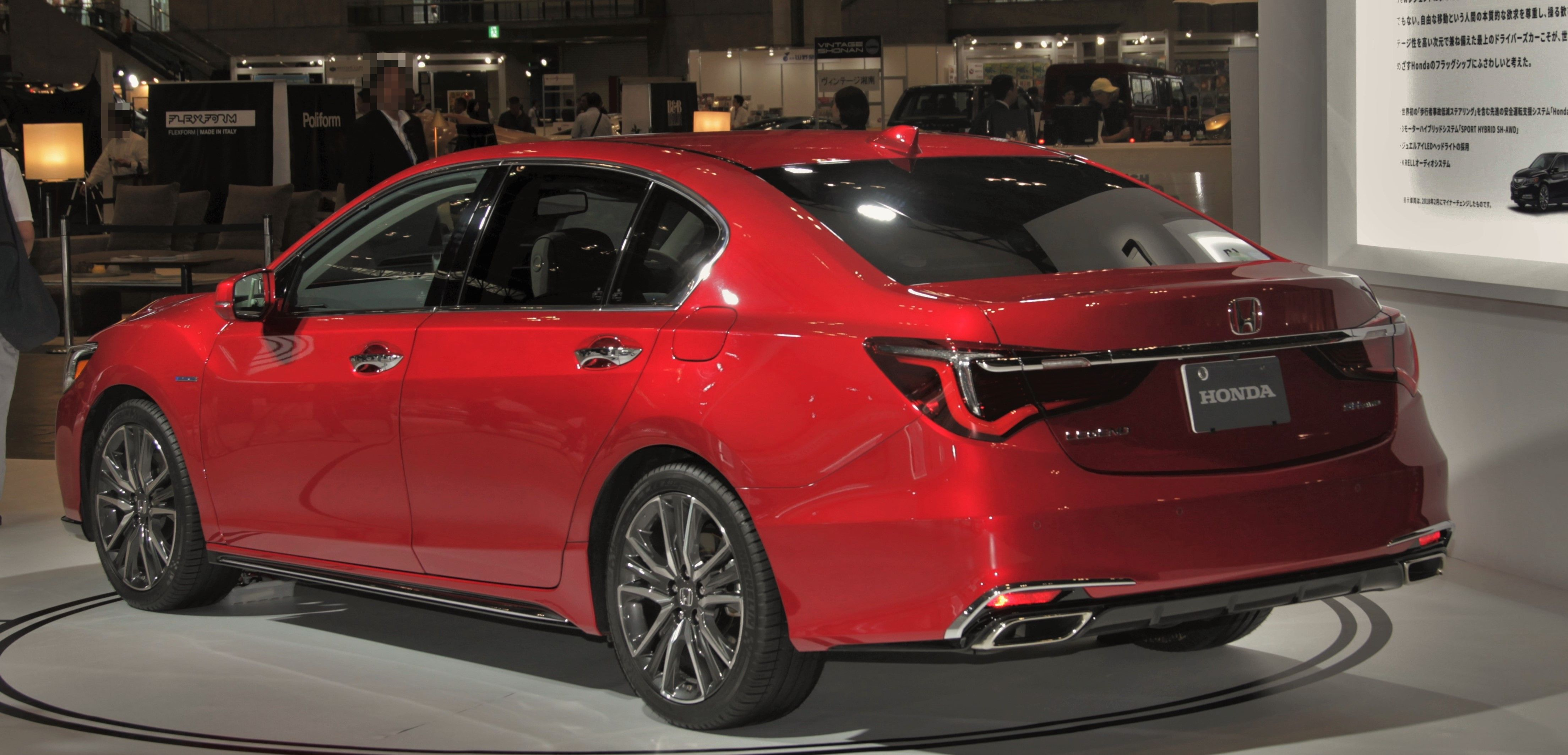
Honda Legend

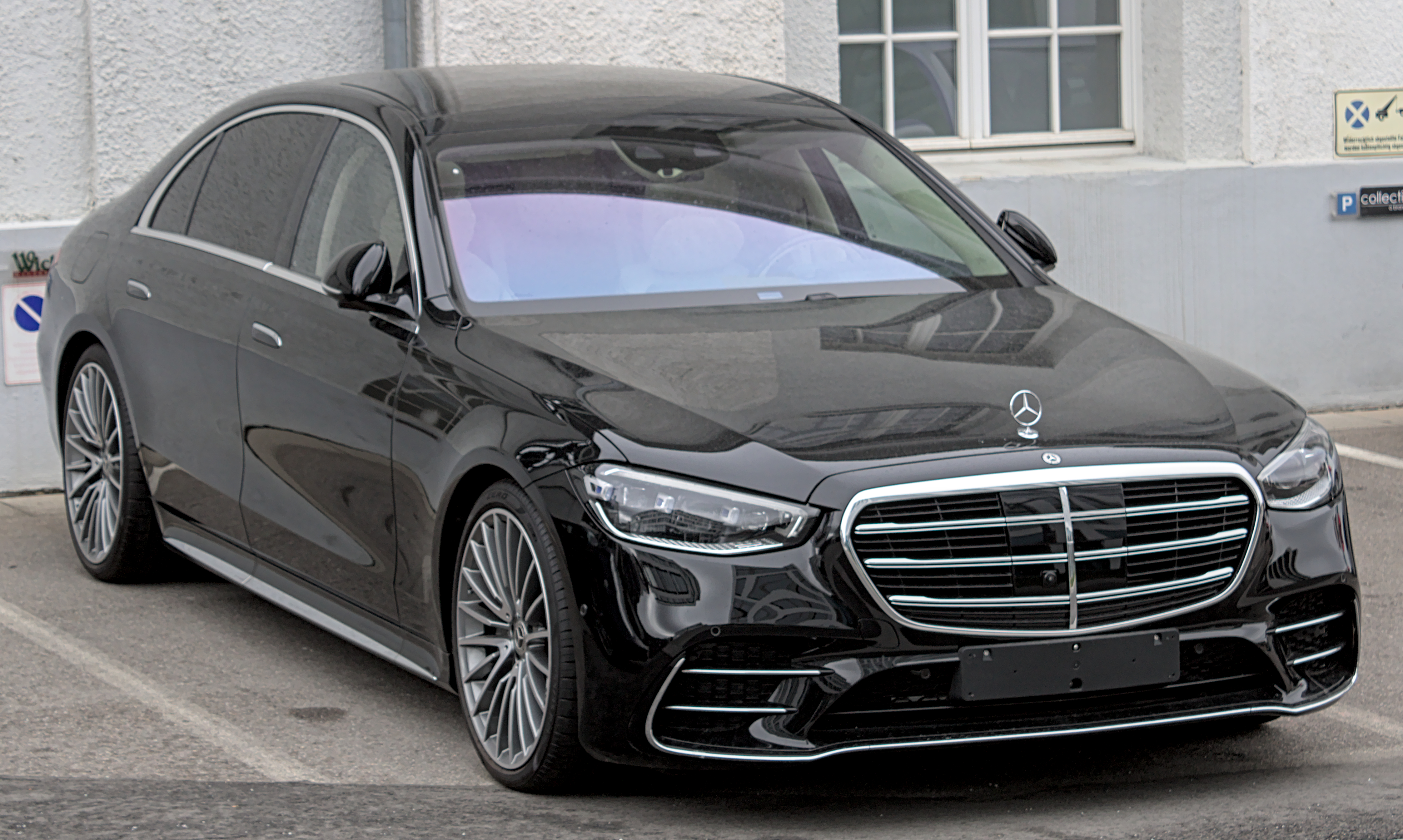
Mercedes-Benz Classe S (W223) (2020).

À partir du 5 mars 2021, une fonction de niveau 3 de véhicule autonome est commercialisée en leasing sur 100 Honda Legend au Japon uniquement.
D'après le concepteur, le système a notamment été testé avec un véhicule de démonstration parcourant environ 1,3 million de kilomètres sur les voies rapides du Japon. Cela a permis de démontrer que la fonction de conduite dans les embouteillages ne provoque pas d'accident au Japon et permet de réduire de moitié le nombre d'accidents corporels.
Sur le marché chinois, Arcfox Alpha S est considéré de niveau 3, pour permettre au conducteur de ne pas regarder la route dans certaines conditions.
En 2024, Mercedes est le premier constructeur proposant un modèle autonome de niveau 3 sur le marché des États-Unis.

## Projets et annonces

### Premiers véhicules autonomes
En mars 2021, Honda devient le premier constructeur à commercialiser un modèle équipé d'un système autonome de niveau 3 ; l'autonomie est assurée jusqu'à 30 km/h.
Au premier semestre 2022, en Allemagne, Mercedes dispose en option sur la classe S et l'EQS du système Drive Pilot, une fonction capable de rouler jusqu'à 60 km/h et d'atteindre des vitesses supérieures une fois que le cadre légal le permettra sur les autoroutes allemandes. Le système ne sera pas disponible en France en raison de différences législatives.

### Véhicules homologués
En 2023, BMW fait homologuer la BMW Série 7 pour une délégation de conduite de niveau 3 par l'autorité allemande KBA. Cela permet au véhicule une conduite autonome jusqu'à 60 km/h sur voies autoroutières.
En 2024, le système Drive Pilot de Mercedes-Benz de niveau 3 est homologué jusqu'à 95 km/h sur les autoroutes allemandes. Des véhicules équipés de ce système devraient être commercialisés en 2025. Les véhicules déjà équipés de ce système pourront bénéficier d'une mise à jour.

### Véhicules à venir
Plusieurs marques ont annoncé des véhicules équipés de systèmes de conduite pour les années à venir.
En 2021, FCA (groupe Stellantis) rejoint une alliance avec BMW, Intel et Delphi pour produire des véhicules autonomes. En 2024, Jeep — filiale du groupe Stellantis — annonce que le groupe compte produire une plateforme STLA AutoDrive à partir de fin 2024 pour la commercialiser en 2025. Cette plateforme doit offrir une capacité de niveau 2 et une capacité de niveau 3.
En 2025, Stellantis présente un système de conduite permettant de circuler jusqu'à 60 km/h en mode autonome de niveau 3. Les véhicules ciblés par ces technologies sont les plateformes Medium et Large de Stellantis.
En février 2024, Nissan annonce son intention de déployer son service de taxis autonomes d’ici 2027 et de commencer les essais à partir d’avril 2024 dans la ville de Yokohama. Cette décision est justifiée par la pénurie de conducteurs dans le contexte d'une population vieillissante. Son concurrent Honda a conclu un accord avec General Motors et son unité de conduite autonome, Cruise ; ils ont créé une co-entreprise pour déployer un service de taxis autonomes au Japon d’ici 2026. Toyota envisage de lancer son propre service dans une zone restreinte dès 2024.
Dans la famille du groupe allemand Volkswagen, en Espagne, des chercheurs veulent en 2021 transformer une Seat León en voiture autonome de niveau 3, proposant trois modes de fonctionnement :
- mode Autonomous Chauffeur : le véhicule démarre et s’arrête seul dans des conditions de circulation lentes ;
- mode Automated Valet Parking : le véhicule trouve une place de stationnement disponible à proximité et va s’y installer sans intervention humaine ;
- mode Summoning : le véhicule peut être appelé au moyen d'une application mobile afin de récupérer son propriétaire et l’emmener à la destination où il le souhaite de façon autonome.

Volkswagen prévoit de produire des véhicules de niveau 4 en collaboration avec la société australienne mobileye. Les premiers véhicules pourraient être proposés dès 2026

### Sans engagement de date
En 2024, General Motors dit travailler sur un système de niveau 3 mais ne prévoit pas de donner de date de disponibilité avant que le système ne soit fiable.

### Sans engagement de niveau
Toyota envisage de commercialiser un véhicule de niveau 2 en 2025.
Tesla fournit en 2020 une alerte visuelle sur le tableau de bord qui permet au conducteur en mode autonome d'ajuster automatiquement la vitesse du véhicule à celle lue sur les panneaux de vitesse des États-Unis.

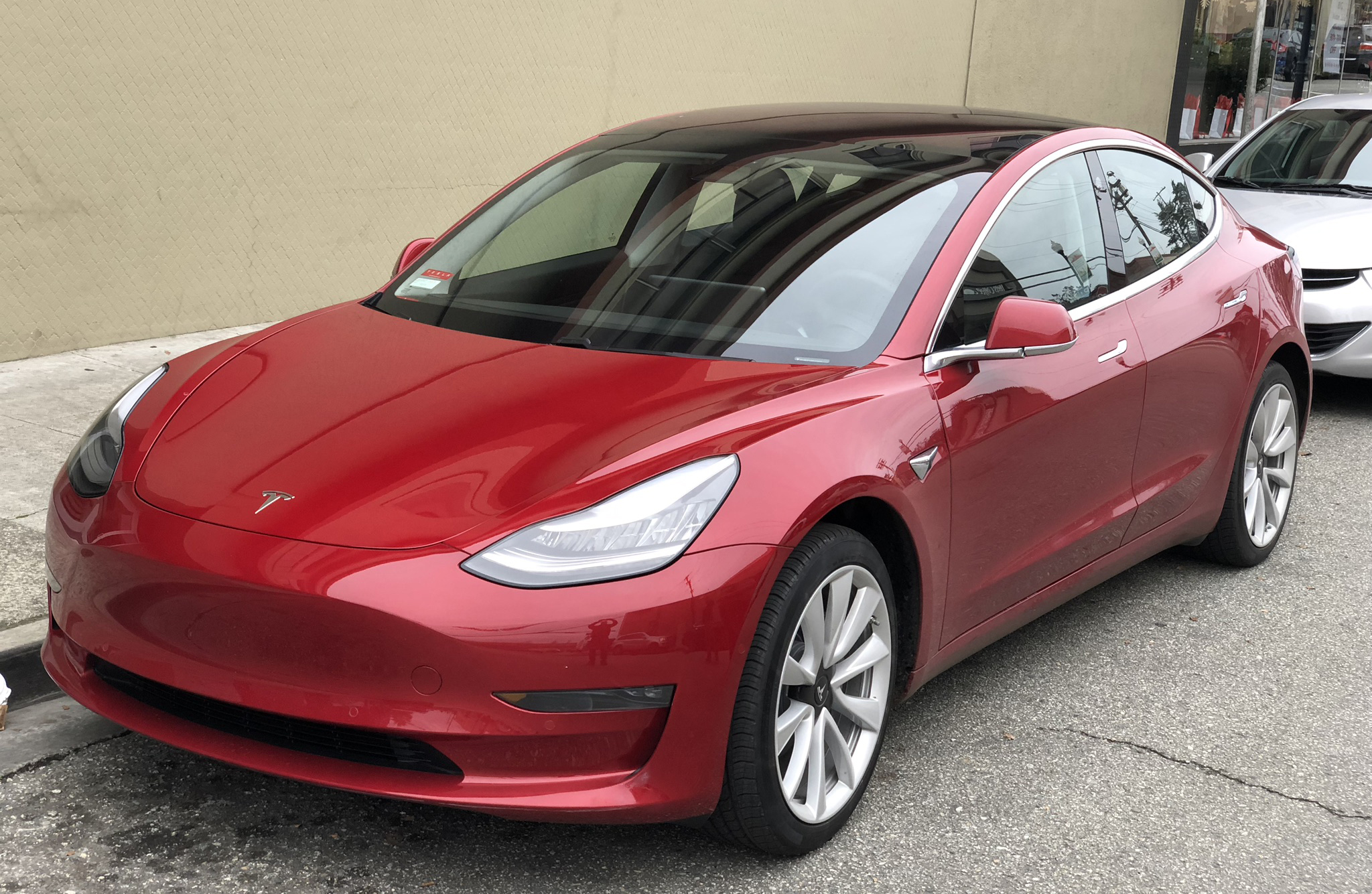
Tesla Model 3 (2020).
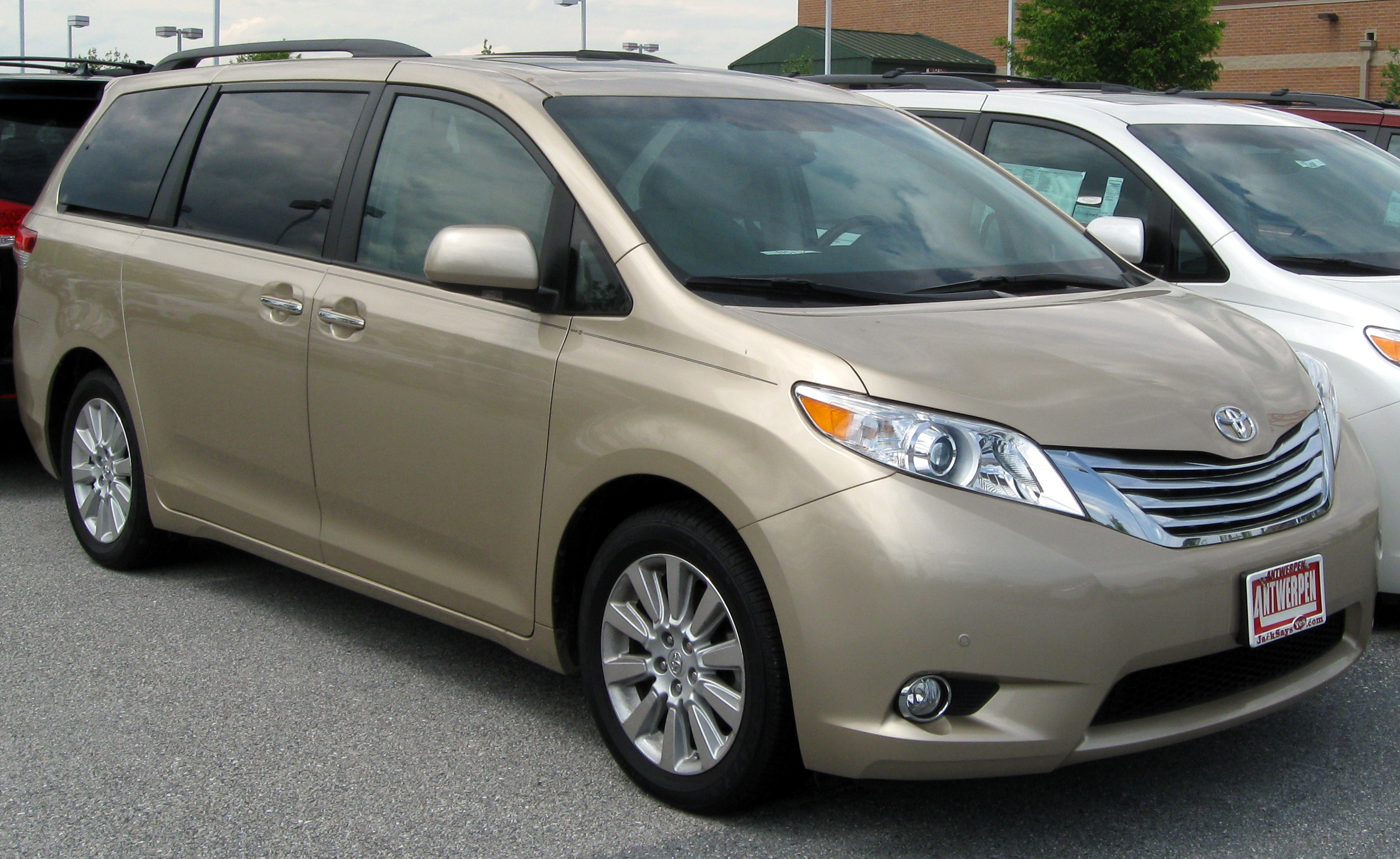
Toyota Sienna (2011).

## Prospectives
En 2015, les débuts de la commercialisation étaient attendus dès 2017 et sa généralisation à la fin des années 2020, selon Le Figaro.
Selon l'Institut national de recherche en informatique et en automatique, les voitures autonomes n'arriveront qu'en 2025 sur voie privée et en 2040 sur voies publiques.
D'après une étude d'IHS Automotive de 2013, les ventes de voitures autonomes vont décoller au début des années 2020 puis fortement croître d'ici 2035,. En 2016, l'institut revoit ses prévisions à la hausse. Carlos Ghosn indique en 2018 que « d'ici à 2035, 25 % des véhicules neufs vendus seront autonomes ».
Une étude publiée en mai 2018 par les analystes d'UBS évalue la part de la conduite autonome en 2030 à 5 % des kilomètres parcourus ; elle table surtout sur la montée en puissance des robots taxis, qui représenteraient 12 % des ventes de véhicules neufs en 2030, avec 26 millions de robots taxis en circulation dans le monde ; en contrepartie, les ventes de véhicules individuels chuteront de 5 %.

## Transports en commun
Plusieurs pays et villes ont entrepris des séries de tests en situation sur des transports en commun autonomes.
Pour les transports en commun, la technologie reste identique à celle utilisée pour les voitures particulières. À Helsinki en Finlande, les bus n'ont ni pédale de frein, ni pédale d'accélérateur, ni volant. Il n'y a pas non plus de chauffeur, mais seulement une personne présente prête à actionner un bouton d'arrêt d'urgence. L'intérêt des transports en commun autonomes est le même que celui des transports en commun traditionnels, à savoir de réduire le nombre de véhicules dans les villes et désengorger les rues. Cette volonté est soutenue par le projet Sohjoa qui cherche à limiter les embouteillages et les émissions de gaz à effet de serre.
Ces autobus sont en test dans des lieux fréquentés, les campus, les zones industrielles (pour Helsinki) mais aussi dans des quartiers d'affaires à Paris et à Lyon. Ces essais sont toujours mis en place sur de courtes distances et à des vitesses modérées pour des questions de sécurité et de législation.
Les acteurs sont de plus en plus nombreux à se positionner sur le marché. La société MobilEye, filiale d'Intel, réfléchit ainsi à plusieurs projets de navettes autonomes. En février 2022, elle a annoncé qu'elle réfléchissait au déploiement de navettes autonomes en Amérique du Nord, en partenariat avec Benteler, entreprise allemande d'industrie automobile, et la société Beep, spécialisée dans la gestion des services de mobilité autonome. Equipées du système de conduite autonome développé par la société, MobileEye Drive, ces navettes se veulent accessibles au plus grand nombre, et notamment aux personnes aveugles ou à mobilité réduite. Ces navettes s'arrêteront aux endroits voulus par les utilisateurs, que ces derniers communiqueront sur une application.
L'objectif de la société est de répondre à une offre qu'elle estime insuffisante dans certains territoires, notamment de micro-mobilité, et se positionner ainsi comme un acteur clé dans la logistique du dernier kilomètre.

### Véhicule sur rails virtuels de Zhuzhou
À Zhuzhou, ville chinoise du Hunan, un véhicule sur « rails virtuels », le premier au monde, dénommé Tramway rapide sur rails autonome (TRA, ou ART pour l'anglais automated railway transit), a entamé en mai 2018 une expérimentation de trois mois. Le TRA se compare à un tramway pour sa forme, sa longueur et l'aménagement des voitures ; il peut transporter jusqu'à 307 passagers à une vitesse maximale de 70 km/h. Il roule sur des pneumatiques[Passage contradictoire] dans une voie propre marquée de points blancs, guidé par des signaux sans fils. À deux millions d’euros par kilomètre, il serait cinq fois moins cher qu'un tramway ordinaire. Son autonomie est de 25 kilomètres et sa recharge dure 10 minutes environ. Il fonctionne de manière semi-autonome. Pour devenir complètement autonome, il devra intégrer le système de navigation Beidou[réf. nécessaire].

### Tramway de Potsdam
Siemens a testé le premier tramway autonome au monde, un Combino modifié, du 18 au 21 septembre 2018. Ce tramway est équipé d'un système d'avertissement de collision « Siemens Tram Assistant », également utilisé dans le tramway Avenio M tram de la ville d'Ulm en Allemagne. Il pèse dix tonnes, sa longueur est de 19 mètres, il est fabriqué par Siemens et circule à Potsdam. Il est équipé de vidéo, radar et lidar pour surveiller les alentours du véhicule. Les données collectées sont interprétées et évaluées par un ordinateur de bord qui peut déclencher une réponse automatique appropriée à la situation, comme la proximité de piétons ou d'automobiles.

### Navettes autonomes
La navette autonome de Keolis, conçue en collaboration avec l'entreprise Navya, roule notamment à Lyon (France), à Las Vegas (États-Unis) au parc olympique de Londres (Royaume-Uni) et à Candiac (Québec, Canada).
Des navettes Apolong ont été vendues par la Chine au Japon en 2018, pour commencer à opérer en 2019.
Mi-2018, la RATP annonce avoir transporté plus de 80 000 personnes dans diverses expérimentations de navettes autonomes, à Paris, à Bruxelles, à Boulogne-sur-Mer, et à Austin.
En mai 2019, la RATP met fin à une expérience de navette autonome lancée en juillet 2017 dans le quartier parisien de La Défense. Après avoir enregistré 30 000 passagers dans les six premiers mois, ils ne furent qu'à peine plus de 10 000 la seconde année faute d'une vitesse plus importante que la marche à pied et de pouvoir faire circuler la navette en toute autonomie dans ce quartier aux circulations variées. Positionner ces véhicules sur des populations spécifiques (handicapées, personnes âgées) ou apporter un service ajouté avec une vitesse concurrentielle par rapport à la marche semblent nécessaire pour les développements ultérieurs.
Au Japon, en 2019/2020 des navettes filoguidées semi-autonomes payantes circulant à 12 km/h ont été mises en place pour des personnes âgées dans des villages isolés.

#### ProjetAVENUE
En Europe a été lancé en mai 2018 le projet AVENUE pour une durée de quatre ans, ayant pour objectif de concevoir et de réaliser des démonstrations à grande échelle de l'automatisation des transports urbains en déployant des minibus autonomes dans quatre villes européennes : Genève, Lyon, Copenhague et Luxembourg.

##### Genève
Les Transports publics genevois (TPG) ont démarré le projet AVENUE en intégrant un service de bus autonome dans la commune de Meyrin. Ce service avait une fréquence très basse (toutes les demi-heures) et une faible vitesse (au plus 25 km/h), fonctionnant avec des routes partagées (véhicules, vélos, piétons, etc.). En 2020, les autorités donnent leur feu vert pour exploiter cette navette sur le site de Belle-Idée,.

## Transport de fret sur site privé

### Transport dans des mines privées dans le monde
En 2024, le nombre mondial de poids-lourds autonomes utilisés sur des sites miniers a quadruplé en quatre années pour dépasser 2 000, la plupart de marques Caterpillar ou Komatsu.
En Norvège, une mine de calcaire exploitée par Brønnøy Kalk est équipée de sept camions Volvo FH (VAS) sans chauffeur de sécurité. La mine n'achète plus de camion, mais des capacités de transport. En 2025, VAS a transporté 1 million de tonnes de marchandises sur 200 000 kilomètres.
Une dizaine de camions autonomes fonctionnent dans une mine de cuivre au Tibet.
L'Australie est le pays qui compte le plus de camions autonomes dans ses mines.

### Transport sur site privé en Alberta
En Alberta, en 2019, dans des mines de sables bitumineux à ciel ouvert, des camions autonomes sont mis en exploitation après cinq ans d'essais en raison d'une meilleure sûreté et d'un moindre coût. Ces 150 camions desservent la mine de North Steepbank, au nord de la ville de Fort McMurray, sur quelques kilomètres.

### Transport dans les champs agricoles privés
L'utilisation de véhicules agricoles autonomes est également envisagée dans des champs.

## Transport de fret sur domaine ouvert au public

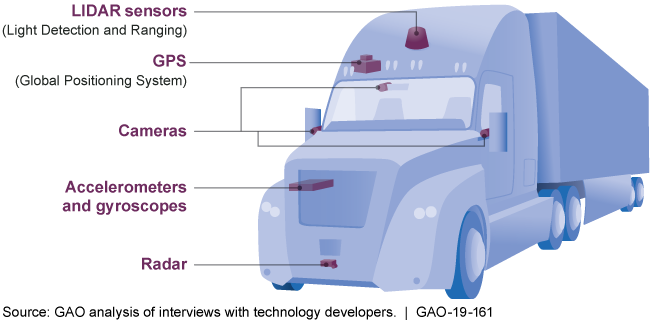
Exemple de capteurs pour camion autonomes.

Le transport autonome de fret peut permettre un gain de productivité et de délai si le conducteur peut prendre un temps de pause en roulant et donc éviter un arrêt du véhicule.
Le constructeur Hyundai a effectué un trajet autonome de niveau 3 d'une longueur de 40 kilomètres avec un camion le lundi 21 août 2018.

### Transport au Texas

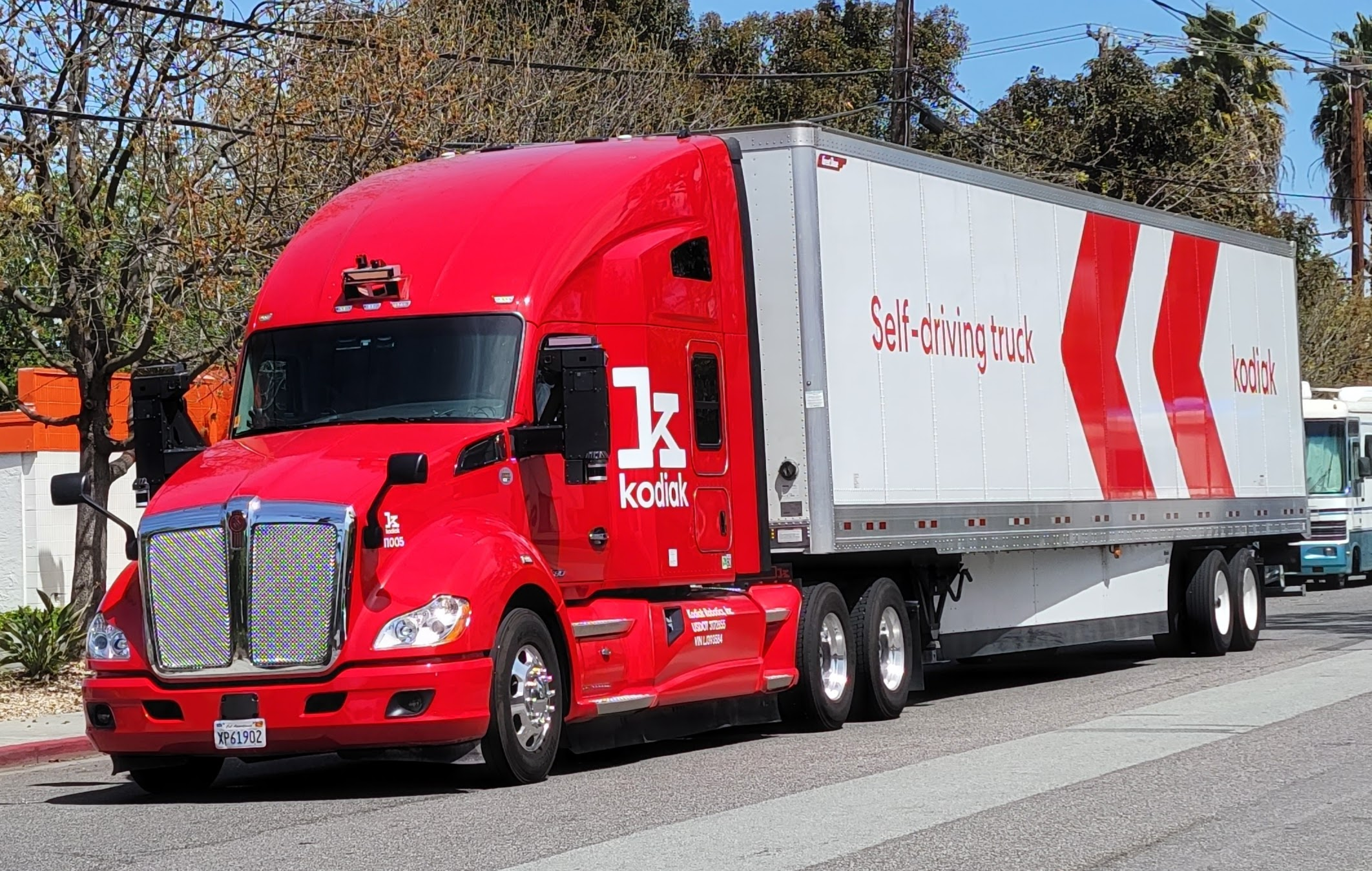
Poids-lourd autonome (Kenworth T680) de Kodiak Robotics.

En décembre 2024, Kodiak Robotics devient la première société à commercialiser des opérations de conduite sans conducteur de camions autonomes aux États-Unis. Les opérations se réalisent dans l'ouest du Texas, sous forme d'une solution driver-as-a-service pour des camions poids-lourd propriété des clients,.

### Transport de niveau 3

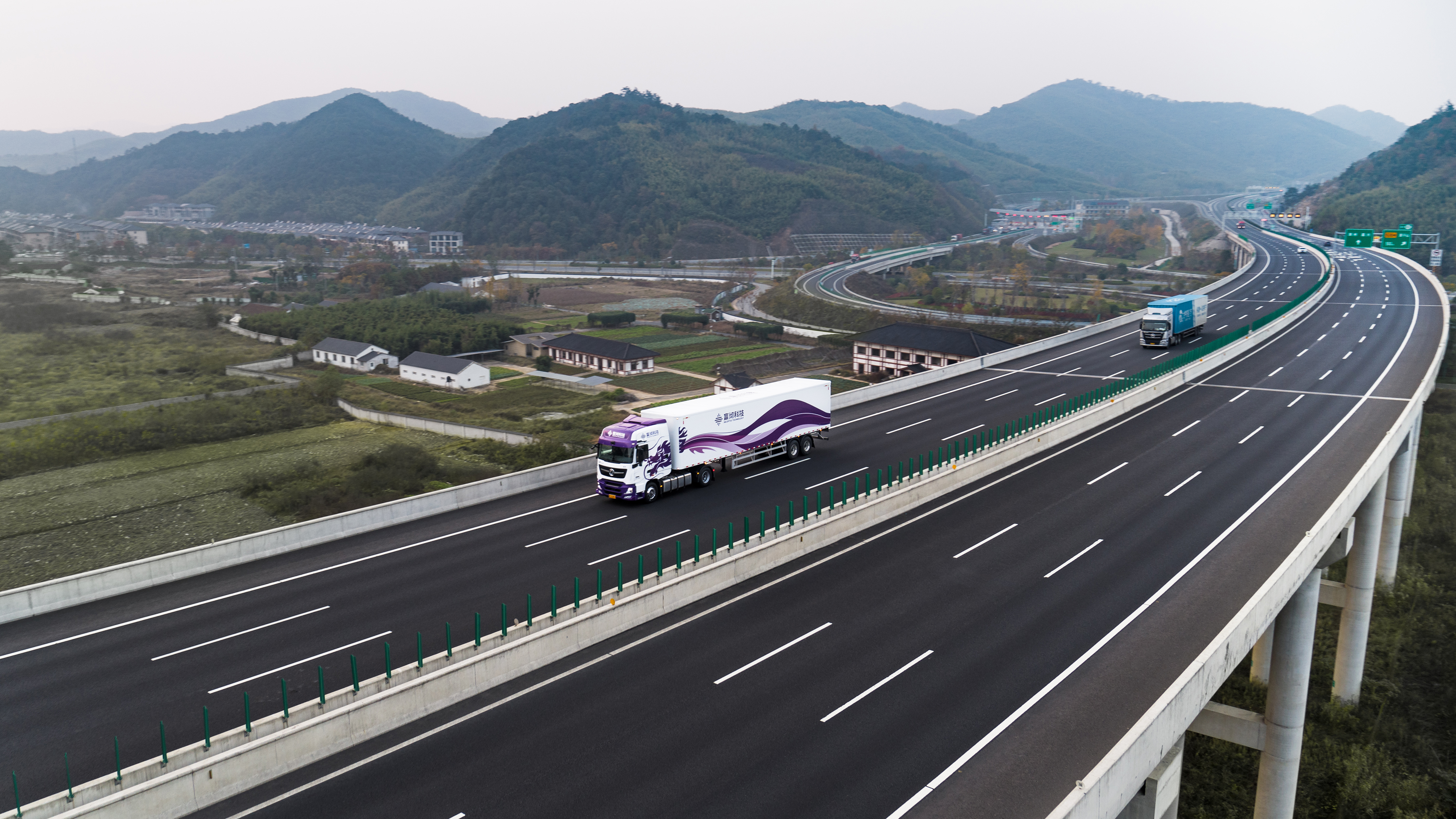
Poids lourd de niveau 3 de marque Inceptio.

En 2023, la societé Inceptio Technology affirme que 600 poids-lourds utilisent sa technologie et annonce que ce nombre pourrait quadrupler en 2024.

### Transport sur autoroute au Japon
Au Japon, à partir du 3 mars 2025 et pour une durée d'une année, une voie de 100 kilomètres réservée aux poids lourds autonomes sera ouverte sur l'autoroute entre l'aire de repos de Surugawan-Numazu et l'aire de repos de Hamamatsu, dans la préfecture de Shizuoka.

### Transport de terminal à terminal
Certaines sociétés ont planifié la conduite autonome de poids-lourds de terminal à terminal spécialement aménagés.

## Législation et règlements
Dans la décennie 2010-2020 les législations et les règlements ont été mis à jour pour permettre la commercialisation des véhicules autonomes dès 2021.

### Conventions internationales

#### Convention de Vienne
En mars 2016, la Commission économique pour l'Europe des Nations unies (CEE-ONU ou UNECE) annonce une révision de la Convention de Vienne sur la circulation routière. « Les systèmes de conduite automatisée seront explicitement autorisés sur les routes, à condition qu'ils soient conformes aux règlements des Nations unies sur les véhicules, ou qu'ils puissent être contrôlés voire désactivés par le conducteur » cela ouvre la voie aux fonctions de niveau 3 mais les véhicules de niveau 5 — totalement autonomes et donc sans conducteur humain — restent encore interdits à la circulation. L’amendement de 2016 vise à prendre en compte les interactions entre le conducteur et le véhicule, telle que la capacité pour le véhicule de corriger des oublis humains, et la capacité pour le conducteur de prendre la main sur le véhicule, en conformité avec la réglementation technique.
Cette convention est suivie par de nombreux pays à l'exception notable de pays comme les États-Unis ou la Chine qui suivent la convention de Genève ou l'Inde.
Le 13 janvier 2021, un amendement est proposé pour que la conduite autonome entre dans la convention de Vienne dès le 14 juillet 2022, sauf rejet avant le 13 janvier 2022.
La proposition est formulée pour que le conducteur ne soit plus seul conducteur du véhicule par l'article 1 :

« (ab) Le terme « système de conduite automatisé » désigne un dispositif associant des
éléments matériels et logiciels permettant d’assurer le contrôle dynamique d’un véhicule de façon ininterrompue.
(ac) Le terme « contrôle dynamique » désigne l’exécution de toutes les fonctions opérationnelles et tactiques en temps réel nécessaires au déplacement du véhicule. Il s’agit notamment du contrôle du déplacement latéral et longitudinal du véhicule, de la surveillance de la route, des réactions aux événements survenant dans la circulation routière, ainsi que de la préparation et du signalement des manœuvres. »

— Article 1 amendé : Définitions
L'article 34 bis propose de préciser le système de conduite automatisé :

« L’exigence selon laquelle tout véhicule ou tout ensemble de véhicules en mouvement doit
avoir un conducteur est réputée satisfaite lorsque le véhicule utilise un système de conduite
automatisé qui est conforme :
a) À la réglementation technique nationale, et à tout instrument juridique international applicable, concernant les véhicules à roues et les équipements et pièces susceptibles d’être montés et/ou utilisés sur un véhicule à roues ;
b) À la législation nationale régissant le fonctionnement du véhicule. Le champ d’application du présent article est limité au territoire de la Partie contractante où s’appliquent la réglementation technique nationale et la législation nationale régissant le fonctionnement du véhicule. »

— Ajout du nouvel article 34 bis : Conduite automatisée

### Spécificités régionales

#### Chine
La Chine dispose d'une fiche de route (« guideline ») et de quelques dizaines de règlements sur les véhicules autonomes:
Le guideline de 2018 se dénomme Guidelines for the Construction of the National Internet of Vehicle Industry Standard System (Intelligent & Connected Vehicles)
Les règlements chinois doivent être au nombre de 30 en 2020 et de 100 en 2025.
Depuis 2018, la Chine dispose également d'une réglementation relative à l’automatisation conditionnelle (niveau SAE 3), à l'automatisation de haut-niveau (niveau 4) et à l'automatisation complète (niveau 5).
La règlementation définit des exigences sur les routes d'essais et sur la qualification de la personne qui s’assied en place de conducteur.
D'après la réglementation, au niveau national les autorités compétentes sont le ministère de l'Industrie et des Technologies de l'information, le ministère de la Sécurité publique et le ministère du Transport.
La réglementation requiert des capacités de monitoring à distance avec une capacité d’enregistrer, d'analyser et de reconstruire l'incident du véhicule d'essai.
La réglementation demande également au candidat les capacités financières pour les blessures corporelles occasionnées et les dommages aux biens.
La réglementation requiert que la personne assise en place de conducteur ait un permis de conduire d'au moins trois années sans infraction.
Le 9 avril 2021, la voiture Arcfox αS HBT produite par Huawei et Arcfox est connectée et autonome, considérée de niveau 3 en Chine.
Un amendement de 2021/2022 de la convention de Vienne propose les termes chinois 自动驾驶系统 et 自动驾驶 pour désigner respectivement un « système de conduite automatisé » et le « contrôle dynamique ».
En 2023, trois sociétés, IM Motors, Mercedes-Benz et BMW, obtiennent une autorisation de test pour des véhicules qui seront produits avec des fonctions de conduite autonome de niveau 3 sur les autoroutes chinoises.

#### Corée
La législation dite du motor vehicle management act définit une notion d' autonomous driving motor vehicle.
La Corée modifie sa législation en 2020 pour permettre l'introduction de la circulation de véhicules autonome sur certains tronçons d'autoroutes l'année suivante. Les standards techniques suivis seraient ceux du Forum mondial pour l'harmonisation des réglementations sur les véhicules de la Commission économique pour l'Europe des Nations unies, comme le système automatisé de maintien dans la voie.
Six mois après promulgation, la conduite autonome de niveau 3 devrait être introduite en Corée.
En Corée, le parti au pouvoir a proposé une loi qui permettrait à l'assurance du propriétaire du véhicule de se faire rembourser par l'assurance du fabricant du véhicule en cas d'accident lors du fonctionnement d'autonomie de niveau 3. Cette loi pourrait être adoptée par l'assemblée nationale locale durant le premier semestre 2020.
L'amendement du règlement ALKS inclut des évolutions, comme l'augmentation à 130 km/h et l'ajout du changement automatique de file dans des fonctions de niveau 3 comme le Système automatisé de maintien dans la voie.

#### Japon
Depuis 2015, le Japon est doté d'un plan de développement du véhicule autonome. Le Japon a fixé l'année 2020 prévue pour les Jeux Olympiques, pour la commercialisation des véhicules sans chauffeur.
En 2025, la société Waymo, la société d'appel de taxi Go et la société de taxi Nihon Kotsu passent des accords pour coopérer dans le domaine du véhicule autonome, autour d'un projet de cartographie permettant à terme d'offrir un service de niveau 4. L'expérimentation concernerait sept zones du centre de Tokyo : Minato, Shinjuku, Shibuya, Chiyoda, Chuo, Shinagawa, et Koto, parcourues par des véhicules électriques produits par Jaguar Land Rover.

##### Réglementation des véhicules automatisés
En mai 2019, le Japon a introduit l'expression « automatic operating device » dans sa législation. Ce concept désigne un élément qui répond à des règles de sécurité et équipé d'un enregistreur d'événements de conduite et qui est soumis au contrôle technique. Le conducteur ne peut lui déléguer la conduite que dans les seules conditions autorisées.
En 2019, le Japon a autorisé la consultation d'écrans lorsque le véhicule se conduit en mode autonome, jusqu'au premier avertissement. La législation nippone prévoit qu'en cas d'accident avec une voiture autonome, le conducteur soit responsable, sauf en cas de faille du véhicule autonome.
Depuis mai 2020, une nouvelle loi permet au conducteur de téléphoner, boire et manger lorsque le véhicule fonctionne en autonomie de niveau 3 dans un embouteillage sur autoroute.
Jusqu'en 2020, le pays a également joué un rôle moteur dans le développement du règlement sur les systèmes automatisés de maintien de la trajectoire et compte appliquer ce règlement dès qu'il est en vigueur en janvier 2021.
En 2020, la société Sompo Japan Nipponkoa a investi 9,8 milliards de yens, soit 78 millions d'euros, dans l'une des sociétés nippones la plus impliquées dans les technologies de véhicules autonomes, Tier IV, société basée à Nagoya, dans une logique de rapprochement entre services autonomes et assurances de véhicules autonomes. La société Tier IV produit le logiciel Autoware présent dans des centaines de véhicules de plus de dix pays ainsi que dans la moitié des essais de conduite autonome réalisés au Japon.
En avril 2020 deux lois amendées : le « Road Traffic Act » et le « Road Transport Vehicle Act », entrent en vigueur. La dernière, les voitures particulière à conduite automatisée au niveau 3 deviennent autorisées sur les routes publiques.
Le « Road Transport Vehicle Act » définit légalement l'homologation des modèles de fonctions de conduite automatisée de niveau 3 (processus de conception, notions de sureté, processus d'homologation).
En 2022, le Japan Times entrevoit une modification de la réglementation permettant l'automatisation de niveau 4 dans des zones dédiées pour des services de transport de passagers par des véhicules contrôlés à distance. Les trottinettes électriques pourront également être conduites à partir de 16 ans jusqu'à 20 km/h. Les robots de trottoirs, notamment pour livrer des marchandises, seront assimilés à des fauteuils roulants électriques jusqu'à 6 km/h.

##### Réglementation des véhicules de niveau 3
En avril 2020, le Japon amende le Road Vehicle Act: ajout de trois standard de sécurité pour les véhicules de niveau 3 :
- performance : « The equipment must not cause any concern that compromises the safety of vehicle occupants or other road users (...) the equipment must not operate unless all required operable driving environment conditions are fulfilled. » selon le Standard japonais de performance de sécurité pour les véhicules de niveau 3 ;
- enregistreur : L'enregistreur ou « operating condition recording device » doit pouvoir enregistrer six mois de données, y compris lorsque le véhicule n'est pas conduit en mode automatisé.
- autocollant : Le fabricant doit apposer à l'arrière du véhicule un autocollant avertissant les véhicules suiveurs du caractère automatisé du véhicule[160] ;

Au Japon, ce dispositif s’appelle un système de conduite automatisée (automated driving system).
Il est sujet à des conditions d'utilisation telles que :
- conditions routières (ex. : autoroute, route ordinaire, nombre de files, routes dédiée exclusivement aux véhicules automatisés) ;
- conditions géographiques (ex. : zone urbanisée, zone montagneuse) ;
- conditions environnementales (ex. : conditions météorologiques, restrictions d'utilisation nocturne) ;
- autres conditions (ex. : conditions de vitesse, ajustement de l'infrastructure feux tricolores, limites de conduite, exigences personnelles de sécurité)[151].

En mars 2021, Honda lance le premier véhicule autonome de niveau 3 au Japon, doté d'une fonction Traffic Jam Pilot.
Au Japon, ces véhicules doivent être équipés d'un affichage arrière indiquant le caractère autonome du véhicule pour informer le véhicule suiveur.

##### Planification du niveau 4
En 2021, l'agence japonaise de la police nationale publie un rapport de comité de l'année fiscale 2020 pour synthétiser les problématiques à adresser pour mettre en œuvre des services de mobilité de niveau 4, y compris les problèmes d'amendements nécessaires à la législation,.
Au Japon, les véhicules autonomes sont divisés entre services mobiles comme le transport public, les voitures privées et les services logistiques avec des objectifs de mise en œuvre différents.
La modification de la législation routière doit notamment conserver les règles relatives aux limitations de vitesse et à la signalisation routière pour les véhicules autonomes, mais introduire variations et flexibilité pour la réglementation liée aux véhicules d'urgence et les obligations liés à un accident de la circulation telles que l'alerte d'un service de police ou l'aide aux personnes blessées.
Le Japon s'attend à ce que les véhicules autonomes soient supervisés par des superviseurs distants.
Depuis 2023, le code de la route japonais autorise les véhicules autonomes de niveau 4 à circuler sur la voie publique.

#### États-Unis
Aux États-Unis, l'Alliance for Automotive Innovation, regroupant au moins 20 constructeurs automobiles représentant 99 % des ventes américaines — à l'exception notable de Tesla —, a convenu de lignes directrices sur les systèmes de conduite automatisés partiellement (« partially automated driving systems »). Ces systèmes devraient s'assurer de la disponibilité du conducteur en standard, des caméras pouvant s'assurer que le conducteur garde un œil sur la route sans que ce système puisse être désengagé durant la conduite partiellement automatisée. Dans le cas où le conducteur n'est pas disponible, les automobiles devraient avertir et compenser le désengagement du conducteur, en désactivant la conduite automatisée partiellement ou en augmentant la distance avec les véhicules.

##### Réglementation locale
Cinq États des États-Unis autorisent les véhicules autonomes sur leur territoire : le Nevada (depuis juin 2011), la Floride (depuis avril 2012), la Californie (depuis septembre 2012), le Michigan (fin 2013), et Washington (district de Columbia) (début 2013). Une dizaine d'États américains (dont New York, Hawaï, New Jersey, Oklahoma, etc.) envisagent également de légaliser ces véhicules en 2015.
La réglementation des véhicules à conduite automatisée varie d’un État à l'autre :
- 17 États permettent le déploiement, 12 autres États permettent des essais sur voie publique[166] ;
- 11 États requièrent un permis pour le conducteur, 6 États ne requièrent pas de permis[166] ;
- 7 États requièrent un conducteur, 10 États ne requièrent pas de conducteur[166] ;
- 24 États requièrent une assurance, 5 États ne requièrent pas d'assurance[166].

En 2025, la Californie envisage d'autoriser les véhicules autonomes qui pourraient circuler à partir de 2026.

##### Réglementation fédérale
Au niveau fédéral, le Conseil national de la sécurité des transports a reproché en 2020 à une autre autorité fédérale, la National Highway Traffic Safety Administration (NHTSA) son approche non réglementée de la sécurité des véhicules automatisés et de ne pas disposer de méthode pour s'assurer que les systèmes d'automatisation partielle de la conduite incorporent des mécanismes de protection/sauvegarde.
En novembre 2020, la NHTSA veut ouvrir une étape de consultation pour déterminer comment réglementer la sécurité routière des véhicules autonomes à venir. Cette réglementation aidera à répondre aux attentes légitimes du public en ce qui concerne la fiabilité et la sécurité routière, la sécurité de l'information et le respect de la vie privée, sans contraindre l'innovation ou les systèmes de conduite automatisée. La démarche consisterait à émettre des documents et à envisager une réglementation dans les années à venir. En particulier, la NHTSA ne souhaite pas développer un règlement qui empêcherait sans raison valable les véhicules équipés de systèmes de conduite automatisée, l'agence considérant qu'un règlement mal conçu pourrait ne pas réussir à assurer la sécurité des véhicules à moteur et être un frein inutile à l'innovation.
En attendant, l'absence de règlement spécifique permet à la NHTSA de déclencher des procédures d'enquêtes en cas d'accident, qui peuvent éventuellement mener à des procédures de rappels de véhicules dans le cas où l'agence décide que le véhicule pose un risque non raisonnable à la sécurité routière.
L'exemption des normes de sécurité pour les véhicules complètement autonomes est de 2 500 véhicules par fabricant. En 2021, les sénateurs Gary Peters et John Thune proposent d'exempter 15 000 véhicules complètement autonomes par fabricant,.

#### Canada

##### Québec
Le code de la sécurité routière québécois prévoit qu'un « véhicule autonome » est un véhicule routier équipé d’un « système de conduite autonome qui a la capacité de conduire un véhicule conformément au niveau d’automatisation de conduite 3, 4 ou 5 de la norme J3016 de la SAE International »;

##### Colombie-Britannique
En 2024, la Colombie-Britannique met à jour son Motor Vehicle Act pour interdire les véhicules de niveau 3 ou supérieur et s'assurer que le conducteur reste le responsable du véhicule.

#### France

##### Politique française
Le « véhicule à pilotage automatique » fait l'objet de l'un des 34 plans de la « nouvelle France industrielle » annoncés en octobre 2013. D'autre part, l'Assemblée nationale autorise le 14 octobre 2014 le principe des tests sur route de « véhicule à délégation totale ou partielle de conduite », dans le cadre de la loi relative à la transition énergétique pour la croissance verte. Ainsi 2 000 km de voie devraient être ouverts dès 2015 sur le territoire national notamment à Bordeaux, en Isère, en Île-de-France et à Strasbourg,. Renault et le laboratoire de recherche Heudiasyc (unité mixte entre l'université de technologie de Compiègne et le CNRS) travaillent sur le sujet depuis au moins dix ans, et ont créé un laboratoire de recherche commun (Sivalab) à Compiègne pour travailler sur la localisation des véhicules autonomes, leur fiabilité, leur intégrité et leur précision. En 2016, le conseil des ministres du 3 août 2016, autorise le premier essai de voitures autonomes via une ordonnance permettant de contourner la loi internationale indiquant le fait que le conducteur d'un véhicule doit toujours avoir ses deux mains sur le volant pendant la conduite. En 2017, un appel à projets I-PME (porté par l'Ademe) a été annoncé, doté d'un fonds de 200 000 euros, et l'État pourrait soutenir le projet de plate-forme de services eHorizon de Continental Automotive France (si la Commission européenne le valide), dans le cadre du programme d'investissements d'avenir (PIA). Un programme industriel pour le véhicule connecté doit se doter d'une feuille de route avant mi-2017, portant notamment sur la cybersécurité, la gestion des données et la normalisation des infrastructures. Il bénéficiera d'un « centre d'essai des véhicules autonomes » (prévu en 2018 au centre d'essais de l'Utac Ceram, à Linas-Montlhéry dans l'Essonne, financé à hauteur de 7,4 millions d'euros par le PIA).
La France dispose du valet de stationnement jusqu'à 10 km/h, mais souhaite développer pour 2020 la conduite autonome de niveau 3 dans les embouteillages sur autoroute, ainsi que d'autres formes de véhicules automatisés, par exemple dans le domaine industriel.
En France, des expérimentations sont lancées en 2019 dans le cadre de deux consortiums (SAM et ENA) supportant seize expérimentations.
Les expérimentations Sécurité et acceptabilité de la conduite et de la mobilité autonome (SAM) sont les suivantes :
- en Île-de-France, PSA et Renault réalisent 15 000 kilomètres de conduites sur routes à voies séparées[179] ;
- Valeo expérimente des valets de parking à Paris ;
- des essais de véhicules autonomes sont opérés par la RATP, Transdev et Renault et Keolis et EasyMile en Ile-de-France, à Rouen, à Vichy, à Rennes et à Clermont-Ferrand et à Toulouse ;
- Montpellier expérimente les androïdes Twinswheel.

Les expérimentations de navettes autonomes (ENA) ont lieu à Sophia Antipolis, Nantes et dans la communauté de communes Cœur de Brenne.

##### Législation française
Ordonnance d'avril 2021
En France, la délégation de conduite est encadrée par l'ordonnance no 2021-443 du 14 avril 2021 relative au régime de responsabilité pénale applicable en cas de circulation d'un véhicule à délégation de conduite et à ses conditions d'utilisation.

« Art. L. 123-2.-Pendant les périodes où le système de conduite automatisé exerce le contrôle dynamique du véhicule conformément à ses conditions d'utilisation, le constructeur du véhicule ou son mandataire, au sens de l'article 3 du règlement (UE) 2018/858 du Parlement européen et du Conseil du 30 mai 2018, est pénalement responsable des délits d'atteinte involontaire à la vie ou à l'intégrité de la personne prévus aux articles 221-6-1,222-19-1 et 222-20-1 du code pénal lorsqu'il est établi une faute, au sens de l'article 121-3 du même code. »

— ordonnance no 2021-443 du 14 avril 2021 relative au régime de responsabilité pénale applicable en cas de circulation d'un véhicule à délégation de conduite et à ses conditions d'utilisation.

« Art. L. 3151-4.-Dans le cadre de la circulation de systèmes de transport routier automatisés, l'article L. 123-2 du code de la route est applicable à l'organisateur du service ou à l'exploitant tels que définis par voie réglementaire »

— ordonnance no 2021-443 du 14 avril 2021 relative au régime de responsabilité pénale applicable en cas de circulation d'un véhicule à délégation de conduite et à ses conditions d'utilisation.
Un autre décret du même 14 avril 2021 encadre en cas d'accident l'accès aux données de délégation de conduite.
Décret de juillet 2021
Le 1er juillet 2021, la France est le premier pays européen à adapter son code de la route pour les voitures autonomes. Le décret d'application précise différents points :
- les différences entre véhicule partiellement automatisé ; véhicule hautement automatisé et véhicule totalement automatisé ;
- les concepts de système de conduite automatisé ; contrôle dynamique ; reprise en main (demande de reprise en main et période de transition) ; domaine de conception fonctionnelle ; manœuvre à risque minimal ; manœuvre d'urgence; et dispositif d'enregistrement des données d'état de délégation de conduite ;
- les conditions d'utilisation du système de conduite automatisé et responsabilité pénale (articles 3 à 5) ;
- le système technique de transport routier automatisé constitué d'un ensemble de véhicules hautement ou totalement automatisés ;
- le système de transport routier automatisé constitué d'un système technique de transport routier automatisé, déployé sur des parcours ou zones de circulation prédéfinis, et complété de règles d'exploitation, d'entretien et de maintenance, aux fins de fournir un service de transport routier public collectif ou particulier de personnes, ou de service privé de transport de personnes[15].

Décret de juillet 2022
Le décret du 21 juillet 2022 précise : « L'exigence selon laquelle tout véhicule ou tout ensemble de véhicules en mouvement doit avoir un conducteur est réputée satisfaite lorsque le véhicule utilise un système de conduite automatisé qui est conforme ».

##### Réglementation française en 2024
En 2024, Mercedes bénéficie d'une homologation pour un de ses véhicules de niveau 3, pour rouler sur des voies autoroutières (autoroutes et voies rapides avec séparateur central) sans piéton à moins de 60 km/h. Le conducteur doit rester prêt à reprendre la conduite du véhicule à chaque instant.

#### Allemagne
En 2015, l'Allemagne a annoncé l'ouverture prochaine de zones d'essai sur autoroute. L'A9 reliant Munich à Berlin et l'A841 reliant Stuttgart à la frontière suisse devraient accueillir une portion autorisant les véhicules autonomes. Les dates et budgets concernant ce projet n'ont toutefois pas encore été communiqués.
En 2017, l'Allemagne a introduit dans la Loi sur la circulation routière (StVG) une section 1a sur les véhicules à moteur à fonctions de conduite hautement ou entièrement automatisées, et une section 1b sur les droits et obligations du conducteur en cas d’utilisation de fonctions de conduite hautement ou entièrement automatisées.
Depuis 2017, l'Allemagne a rendu obligatoire le Système de stockage de données pour la conduite automatisée (DSSAD) pour les véhicules de niveau 3 Ce concept est repris par la Commission économique pour l'Europe des Nations unies en 2020.
En 2020, l'Allemagne prépare une proposition de loi pour autoriser la circulation d'un réseau de robots véhicules de niveau 4 dès l'été 2021, ce qui en ferait le premier pays de l'UE ayant légiféré pour ce niveau. Ce projet de loi est adopté le 10 février 2021 pour fixer un cadre juridique aux véhicules de niveau 4.
L'Allemagne doit devenir en 2022 le premier pays à autoriser la conduite autonome jusqu'à 60 km/h dans les embouteillages (par système automatisé de maintien dans la voie du véhicule) et le stationnement automatique.
La semaine précédant le 25 mai 2021, la chambre basse (le Bundestag) vote une législation qui prévoit la possibilité future d'un fonctionnement de véhicules autonomes dans tout le pays, sans conducteur (niveau 4). Toutefois, pour entrer en vigueur, cette loi doit être approuvée par un vote de la chambre haute (la Bundesrat). La Bundesrat s'engage dans cette voie le 28 mai 2021.
Un nouvel article — § 1h StVG — permet une activation ultérieure (over-the-air) de fonctions dormantes.
Le nouvel article 1f de la StVG régit les obligations fondamentales du propriétaire, du superviseur technique et du fabricant d'un véhicule à moteur doté d'une fonction de conduite autonome. Celles-ci doivent être précisées par voie d'ordonnance, conformément à l'article 1j de la StVG (nouveau).
Le nouvel article 1e, paragraphe 1, de la StVG règle l'admissibilité de la conduite sans conducteur, c'est-à-dire autonome, d'un véhicule à moteur avec fonction de conduite autonome sur la voie publique en énumérant quatre exigences essentielles et cumulatives. Par conséquent, le véhicule à moteur doit disposer de l'équipement technique spécifié au paragraphe 2 afin de pouvoir effectuer la tâche de conduite de manière autonome. L'équipement technique qui répond aux exigences est, en quelque sorte, une condition préalable à l'octroi de l'homologation d'un véhicule à moteur avec fonction de conduite autonome.
L'article 1d StVG nouvellement inséré contient d'abord des définitions. Le paragraphe 1 définit le terme « véhicule à moteur avec fonction de conduite autonome ». Comme Les niveaux SAE et les classifications de l'Institut fédéral de recherche routière servent de points de référence. La référence au nouvel article 1e, paragraphe 2, de la StVG précise que les véhicules à moteur dotés de fonctions de conduite autonome doivent satisfaire à certaines exigences techniques. Ces exigences techniques doivent être spécifiées en détail par un décret législatif conformément à l'article 1j de la StVG (nouveau). Les véhicules à moteur dotés de fonctions de conduite autonome sont, par exemple, les véhicules dits « de transport de personnes ». Il s'agit de navettes autonomes qui sont testées dans de nombreux cas comme complément aux transports publics locaux dans le cadre du financement de la recherche. La définition inclut également les véhicules à moteur ordinaires avec les équipements supplémentaires correspondants. Outre le transport de passagers, le transport de marchandises est également rendu possible par des véhicules à moteur dotés de fonctions de conduite autonome.

#### Luxembourg
Au Luxembourg, le conducteur d'un véhicule autonome n'est pas tenu de garder une main sur le volant.

#### Union européenne
La résolution du Parlement européen du 15 janvier 2019 sur les véhicules autonomes dans les transports européens souligne le fait que « le cadre réglementaire actuel, notamment en ce qui concerne la responsabilité, l’assurance, ainsi que l’enregistrement et la protection des données à caractère personnel, ne sera plus ni suffisant ni adéquat pour répondre aux nouveaux risques découlant du développement de l’autonomie des véhicules ».
À la suite de l'amendement de 2016 de la convention de Vienne, dans le règlement (UE) 2019/2144 du Parlement européen et du Conseil du 27 novembre 2019, des définitions sont données pour la notion d'automatisation et d'autonomie ;
- « véhicule automatisé » : un véhicule à moteur conçu et construit pour se déplacer de façon autonome pendant certaines périodes de temps sans supervision continue de la part du conducteur, mais pour lequel l’intervention du conducteur demeure attendue ou requise ;
- « véhicule entièrement automatisé » : un véhicule à moteur qui a été conçu et construit pour se déplacer de façon autonome sans aucune supervision de la part d’un conducteur.

« les véhicules automatisés et les véhicules entièrement automatisés sont conformes aux spécifications techniques énoncées dans les actes d’exécution visés au paragraphe 2 relatives :
a) aux systèmes visant à remplacer le contrôle par le conducteur du véhicule, y compris la signalisation, la direction, l’accélération et le freinage ;
b) aux systèmes visant à communiquer au véhicule des informations en temps réel sur l’état du véhicule et la zone environnante ;
c) aux systèmes de surveillance de la disponibilité du conducteur ;
d) aux enregistreurs de données d’événement pour véhicules automatisés ;
e) au format harmonisé pour l’échange de données, par exemple pour la circulation en peloton de véhicules de marques différentes ;
f) aux systèmes visant à communiquer des informations sur la sécurité aux autres usagers de la route.
Cependant, ces prescriptions spécifiques relatives aux systèmes de surveillance de la disponibilité du conducteur, visés au premier alinéa, point c), ne s’appliquent pas aux véhicules entièrement automatisés.
La Commission adopte, au moyen d’actes d’exécution, des dispositions concernant les procédures et spécifications techniques uniformes pour les systèmes et autres éléments énumérés au paragraphe 1, points a) à f), du présent article, et pour la réception par type des véhicules automatisés et des véhicules entièrement automatisés au regard de ces systèmes et autres éléments afin d’assurer le fonctionnement en toute sécurité des véhicules automatisés et des véhicules entièrement automatisés sur les routes publiques. »

— Article 11 Prescriptions spécifiques relatives aux véhicules automatisés et aux véhicules entièrement automatisés, Règlement (UE) 2019/2144 du Parlement européen et du Conseil du 27 novembre 2019
Toutefois, tant que l'UE n'a pas davantage légiféré en la matière, les pays membres conservent la capacité de développer leur propre réglementation.
Dès le premier janvier 2021, des véhicules autonomes pourront être commercialisés sur le marché de l'Union européenne, avec des règles d'utilisation qui restent nationales.

##### Belgique
En Belgique, le ministre écologiste Georges Gilkinet s'oppose à l'autorisation légale de la conduite autonome de niveau 3 des Mercedes.

#### Suisse
Le 18 octobre 2023, le Conseil fédéral met en consultation deux nouvelles ordonnances visant à encadrer la conduite autonome. La consultation dure jusqu'au 2 février 2024.
L'ordonnance sur la conduite automatisée (OCA) requiert une certification avant de mettre en circulation des véhicules équipés d'un système de conduite autonome et prévoit de permettre aux conducteurs de lâcher le volant et de ne plus surveiller la circulation ni la voiture. Elle prévoit également le stationnement sans conducteur sur les places prévues à cet effet. Elle prend en compte la réglementation et la certification de l'Union européenne ainsi que la législation allemande sur le stationnement.
Le projet d'ordonnance définit un système d’automatisation comme « un système qui allie des composants matériels et logiciels pour assurer intégralement et en toute sécurité la conduite d’un véhicule ainsi que la surveillance de la route et du trafic sur une certaine période ». Ce projet concerne et définit notamment le véhicule pourvu d'un dispositif émettant des demandes de transition, le véhicule équipé d'un système d'automatisation pour le stationnement et le véhicule sans conducteur.
Trois cas de conduite automatisée seront autorisés à partir du 1er mars 2025,, :
- pilotage automatique sur autoroute pour les systèmes homologués (voir Système automatisé de maintien dans la voie) ;
- sur des tronçons dédiés, véhicules sans conducteur téléopérés depuis une centrale ;
- parcage automatisé sans conducteur pour les seuls parkings et cases de stationnement prévus à cet effet.

Au 23 février 2025, aucun véhicule doté d'un système de conduite autonome n'est toutefois homologué pour la Suisse, aucun constructeur n'ayant déposé de demande en ce sens selon un porte-parole de l'Office fédéral des routes.

#### Royaume-Uni
Au Royaume-Uni, les véhicules automatisés font l'objet de l'Automated and Electric Vehicles Act 2018, qui définit certaines responsabilités en cas d'accident[réf. souhaitée].
Les National Highways (en) et l'université de Loughborough prévoient de dépenser un million de livres britanniques pour comprendre les problématiques des véhicules autonomes sur autoroutes.
Le Royaume-Uni se prépare à être le premier pays en 2021 à autoriser le système automatisé de maintien dans la voie jusqu'à des vitesses autoroutières de 112 km/h.
Toutefois, les assurances du Royaume-Uni questionnent le caractère automatisé du système automatisé de maintien dans la voie, dans la crainte que les utilisateurs/conducteurs de ces véhicules ne comprennent pas bien les limites de ces technologies. Les experts de constructeurs comme Daimler considèrent ce système comme conditionnellement automatisé, alors que les experts de certaines assurances comme Axa ne le considèrent pas — quand bien même il serait efficace — comme un système automatisé mais comme une technologie d'assistance à la conduite.
En novembre 2023, le roi Charles annonce qu'une proposition de loi relative au véhicule autonome sera soumise au Parlement lors de la prochaine session parlementaire. La législation doit établir les responsabilités légales en cas d'accident, en immunisant les occupants d'un véhicule en mode autonome contre les poursuites. La réglementation veut éviter le marketing trompeur, en réservant l’appellation self-driving aux seuls véhicules atteignant un seuil de sureté suffisant.

### Règlements internationaux
Dans le cadre du Comité des transports intérieurs de la Commission économique pour l'Europe des Nations unies et du Forum mondial pour l'harmonisation des réglementations sur les véhicules, trois règlements relatifs au véhicule autonome et connecté, dont le système automatisé de maintien dans la voie (Automated Lane Keeping System, ALKS), ont été soumis à vote à la session de juin 2020 et notifiés au secrétariat général en juillet — dans le cadre de l'accord de 1958 — pour entrer en vigueur six mois plus tard.
| numéro | dénomination du règlement                                          | Réception Secrétariat | entre en vigueur (six mois)      |
| ------ | ------------------------------------------------------------------ | --------------------- | -------------------------------- |
| 157    | règlement sur les systèmes automatisés de maintien dans la voie    | 3 juillet 2020        | 3 janvier 2021 22 janvier 2021 » |
| 156    | règlement sur les systèmes de gestion des mises à jour logicielles | 3 juillet 2020        | 3 janvier 2021                   |
| 155    | règlement sur les systèmes de gestion de la cybersécurité          | 3 juillet 2020        | 3 janvier 2021                   |

Ces règlements concernent les véhicules de niveau SAE 3. Le but du règlement 157 est d'uniformiser internationalement l’homologation des véhicules pour ce qui concerne le fonctionnement d'un ALKS, un système qui doit notamment permettre de diriger le véhicule pour le maintenir à distance des lignes latérales et à distance du véhicule précédent. Le règlement 156 concerne les systèmes de gestion des mises à jour logicielles, du véhicule connecté.
Ces règlements rendent obligatoire une boîte noire dite « système de stockage des données pour la conduite automatisée » et entrent en vigueur en 2021 sans opposition d'un cinquième des Parties contractantes.
Le règlement Automated Lane Keeping System entre en vigueur au premier janvier 2021 et donne le droit d'homologuer ces systèmes de maintien dans la voie.

#### Automated Lane Keeping Systems, règlement 157
Ce règlement novateur est la première étape dans le développement de systèmes de conduite automatisée.
Un ALKS pourra être activé dans certaines conditions sur les routes où les piétons et cyclistes sont interdits (typiquement des routes à caractéristiques autoroutières) et qui par conception sont équipées de séparation physiques qui séparent les trafics circulant en des directions opposées et qui empêchent le trafic de couper à travers le chemin du véhicule.
Dans un premier temps le règlement limite la vitesse opérationnelle à 60 km/h maximum et aux voitures particulières (catégorie M1).

« Lorsqu’il est activé, le système ne doit pas provoquer de collision qui soit raisonnablement prévisible et évitable. Toute collision qu’il est possible d’éviter en toute sécurité sans en provoquer une autre doit être évitée. Lorsque le véhicule est impliqué dans un risque de collision détectable, le véhicule doit être immobilisé. »

— Proposition du Règlement 157 (accord ONU de 1958) énonçant des prescriptions uniformes relatives à l’homologation des véhicules en ce qui concerne leur système automatisé de maintien dans la voie.
Ce règlement contraignant a été adopté par une cinquantaine de pays comme le Japon ou la Corée du Sud et des Pays membres de l'Union européenne, au cours de la semaine du 25 juin 2020.

## Classification des véhicules à moteur
Aux États-Unis la National Highway Traffic Safety Administration, agence fédérale chargée de la sécurité routière, a établi une classification des véhicules autonomes comportant cinq niveaux (de 0 à 4).
Au niveau européen et international, le classement se fait en six niveaux (de 0 à 5)
- niveau 0 : aucune automatisation. Le conducteur a un contrôle total et à tout instant des fonctions principales du véhicule (moteur, accélérateur, direction, freins) ;
- niveau 1 : assistance au conducteur. L'automatisation est présente pour certaines fonctions du véhicule, mais ne font qu'assister le conducteur qui garde le contrôle global. Par exemple, le système anti-blocage des roues (ABS) ou l'électrostabilisateur programmé (ESP) vont automatiquement agir sur le freinage pour aider le conducteur à garder le contrôle du véhicule. Le régulateur de vitesse simple fait également partie de ce premier niveau ;
- niveau 2 : automatisation de fonctions combinées. Le contrôle d'au moins deux fonctions principales est combiné dans l'automatisation pour remplacer le conducteur dans certaines situations. Le régulateur de vitesse adaptatif combiné avec le centrage sur la voie fait entrer le véhicule dans cette catégorie, tout comme le Park assist qui permet le stationnement sans que le conducteur n'agisse sur le volant ou les pédales. Parmi les véhicules de niveau 2 (ou « 2+ ») se trouvent les assistances Nissan Pro Pilot, Tesla Auto Pilot, Toyota/Lexus Assisted Drive[222] et Genesis/Hyundai/Kia Highway Driving Assist et Highway Drive Assist II[223] ;
- niveau 3 : conduite autonome limitée. Le conducteur peut céder le contrôle complet du véhicule au système automatisé qui sera alors chargé des fonctions critiques de sécurité. Cependant la conduite autonome ne peut avoir lieu que dans certaines conditions environnementales et de trafic (uniquement sur autoroute par exemple). Il est imposé au conducteur d'être en mesure de reprendre le contrôle dans un temps acceptable sur demande du système (notamment lorsque les conditions de circulation autonome ne sont plus réunies : sortie de l'autoroute, bouchon, etc.). La voiture sans conducteur de Google est actuellement[Quand ?] à ce stade d'automatisation.

En 2021, Honda Legend est le premier véhicule à atteindre ce niveau.
D'après le CEA, certaines voitures peuvent réaliser une fonction de niveau 3 pendant un embouteillage, si elles permettent de confier la surveillance de la route à un logiciel informatique qui conserve les distances de sécurité et reste dans sa voie avant de prévenir le conducteur de la reprise du volant. Le règlement Automated Lane Keeping System — qui entre en vigueur en 2021 au Japon — est également considéré de niveau 3.
Chez PSA, la technologie « Traffic Jam Chauffeur » du Groupe PSA est un système d’aide à la conduite de niveau 3 fonctionnant dans les embouteillages, et ne nécessitant aucune supervision de la part du conducteur: le conducteur de déléguer la conduite dans les embouteillages, sans aucune supervision.
Au Royaume-Uni, Thatcham et l'Association des assureurs britanniques considère que ne devrait pas être classé au niveau 3 un système qui ne prend pas en compte les débris sur la route, l'empiètement des piétons sur la route, et les fermetures de voies d'autoroutes ;
- niveau 4 : conduite autonome complète sous conditions. Le véhicule est conçu pour assurer seul l'ensemble des fonctions critiques de sécurité sur un trajet complet. Le conducteur fournit une destination ou des consignes de navigation mais n'est pas tenu de se rendre disponible pour reprendre le contrôle. Il peut d'ailleurs quitter le poste de conduite et le véhicule est capable de circuler sans occupant à bord ;
- niveau 5 : conduite complètement autonome sans l'aide de conducteur dans toutes les circonstances.

Bien que la publicité pour certains véhicules de niveau 2+ évoque « pilotes automatiques » et « conduite entièrement autonome », les constructeurs de ces véhicules considèrent que le conducteur reste responsable de la conduite, raison pour laquelle ils ne disent pas ces véhicules « autonomes », appellation réservée aux véhicules dont les constructeurs sont légalement responsable de la conduite.
L'Organisation internationale des constructeurs automobiles propose une classification très proche à 6 niveaux, le niveau 3 de la classification américaine étant divisé en deux sous-niveaux.

## Sécurité et accidents
Quelques accidents ont concerné des véhicules autonomes. Parmi ces accidents, des voitures sont entrées en collision mortelle avec des éléments leur faisant face.

### Statistiques de sécurité
Il est anticipé que le véhicule autonome pourrait — à terme — apporter un gain de sécurité, mais avant, selon Andrew Moore, doyen pour l'informatique de l'université Carnegie-Mellon, personne ne sera intéressé par la conduite autonome d'un véhicule jusqu'à ce qu'un gain de sécurité très net par rapport à la conduite humaine soit prouvé.
En 2017, la flotte de voitures Google avait parcouru plus de 4 millions de miles sur des routes publiques, soit environ 6,4 millions de kilomètres. Les Toyota Prius et les Lexus autonomes de la société Google sont meilleures qu'un professionnel pour les questions liées aux distances de sécurité : les accélérations et les freinages sont meilleurs et réduisent les durées pendant lesquelles les véhicules se trouvent dans des états de proche collision.
Fin mars 2018, John Krafcik directeur de Waymo (groupe Alphabet/Google) a indiqué que les voitures de sa société ont parcouru 8 millions de kilomètres sans accident mortel depuis 2009, sur des routes en tout ou partie ouvertes aux piétons.
Toutefois, la distance parcourue par les véhicules autonomes reste trop faible pour pouvoir établir des comparaisons de sécurité significatives, sachant qu'aux États-Unis la mortalité est d'environ 45 morts par milliards de miles parcourus par des véhicules conduits par un humain.

### Interactions et responsabilités du conducteur et du système
Une conduite sécurisée étant une tâche complexe, la sécurité du véhicule n'est pas toujours entièrement garantie par le véhicule dit autonome et peut nécessiter l'intervention du conducteur. Or, celui-ci peut devenir inattentif ou peu vigilant du fait de la présence de ces fonctions d'autonomie. Certaines études suggèrent que dix secondes sont nécessaires à un conducteur pour passer du mode 100 % autonome au mode conduite, ce qui peut poser des questions de sécurité.
Au Royaume-Uni, en 2018, des sociétés comme Tesla et Nissan ont été critiquées pour avoir suscité des attentes irréalistes : certains conducteurs voudraient conduire des véhicules de niveau 5 alors que ne sont présents sur le marché que des véhicules de niveau 2 ou 3 : chaque accident de véhicule semi autonome est dû à un conducteur inattentif.

#### Responsabilité juridique en Europe
En Europe et en France, d'un point de vue juridique, ce n'est pas la machine mais le conducteur qui est responsable de l'accident. Responsabilités civile et pénale diffèrent toutefois.
En ce qui concerne la responsabilité civile, en France, la loi Badinter permet d'indemniser la victime avec l'assurance du seul véhicule. Dans le cadre de la circulation internationale en Europe, la responsabilité civile peut être résolue avec le système de la carte verte ou avec la quatrième directive automobile du 16 mai 2000.
Si l'enregistreur de données d'accident (EDR) permet d'impliquer l'activation du mode délégation totale de conduite alors que le système est défectueux et que le véhicule est correctement entretenu avec des logiciels à jour, la responsabilité du fait des produits peut être soulevée selon la directive 85/374/CEE du 25 juillet 1985, mais la victime doit prouver que le défaut a créé le dommage.
La responsabilité pénale peut dépendre du niveau d'autonomie.
Toutefois, les véhicules autonomes risquent de poser d'autres problèmes : l'investigation nécessitera une précision et une technicité spécifiques, longues et coûteuses, difficiles à appréhender dans les exigences du procès civil. Les fichiers extraits devront également être convertis en raisonnement juridique. La preuve pourrait donc être difficile à identifier suivant qu'il s'agisse de défectuosité d’une composante du fabricant, d'une erreur d'algorithme, ou d'une faille de mise à jour du logiciel.

### Évaluations des systèmes semi-autonomes
En 2020, l'EuroNCAP a évalué les systèmes de conduite semi-autonome (aides à la conduite ou ADAS) de dix modèles véhicules et les a classé avec une note entre 1 (basique) et 4 (très bon). Les véhicules les mieux classés ont été l'Audi Q8, la BMW Série 3 et le Mercedes GLE.

### Accidents mortels

#### Accidents mortels en 2016

##### Premier accident mortel en 2016
Le 7 mai 2016, un accident a lieu à Williston (Floride, États-Unis) entre un camion et une voiture Tesla équipée du système « Autopilot ». Le véhicule autonome entre en collision, à une intersection, avec un camion venant de face qui tournait à gauche. Le passager de la voiture, Joshua Brown, grièvement blessé, décèdera deux mois plus tard des suites de ses blessures. Le décès d'un utilisateur à la suite d'une défaillance du système de pilotage automatique d'un véhicule commercialisé est une première pour le secteur automobile.
Le véhicule, roulant sur l'US-27A, n'a pas freiné automatiquement alors qu'il se dirigeait vers la remorque d'un camion. Les capteurs du véhicule n'auraient pas détecté le camion en raison d'un ciel « très brillant » ou du fait que le système aurait confondu le camion avec un panneau publicitaire.
Une enquête est ouverte le 30 juin 2016 par la NHTSA. Le résultat de l'enquête de la NHTSA peut conduire au rappel de l'intégralité des véhicules concernés par un défaut.
À la lumière de l'expertise renforcée par une reconstitution, elle commente dans son rapport n'avoir identifié aucun défaut dans la conception ou la performance de l'Autopilot sur le véhicule en question ni aucun incident montrant que le système n'a pas fonctionné. Par ailleurs, la reconstitution de l'accident a permis de constater qu'il s'était écoulé sept secondes entre le moment où le camion semi-remorque a fait sa manœuvre et le choc, un délai suffisant pour qu'un conducteur puisse réagir or il n'a pas réagi et c'est bien la cause majeure de cet accident puisque ce système de conduite assistée n'est pas un véritable mode autonome. « Aucun défaut relatif à la sécurité n'a été détecté à l'heure actuelle (...) par conséquent l'enquête est close », conclut NHTSA.
Tesla continue de son côté de mettre en avant que le déploiement de son logiciel autopilote avait permis une réduction de 40 % des crashs ayant touché ses voitures. Un chiffre vérifié par la NTHSA, qui salue dans son rapport la sécurité du système proposé par Tesla.
Elon Musk se dit, en juillet 2020, « extrêmement confiant qu’on aura très rapidement les fonctionnalités de base d’une conduite autonome de niveau 5, qui est en gros l’autonomie complète […] cette année ». Toutefois, quelques jours plus tard, un tribunal allemand interdit à Tesla d’utiliser le terme « autopilote », estimant qu’il s’agit de publicité mensongère.

##### Deuxième accident mortel en 2016
Le deuxième accident mortel d'un véhicule autonome se produit sur une autoroute chinoise : le véhicule entre en collision avec l'obstacle situé devant lui.

#### Accident mortel en 2018
Le 19 mars 2018, de nuit, se produit un accident mortel causé par une voiture autonome Uber à Tempe en Arizona,. Elaine Herzberg, une femme de 49 ans, traverse la route avec sa bicyclette en dehors d'un passage piéton. Elle est heurtée par une voiture en mode autonome sous contrôle d'une opératrice de 44 ans assise à la place du conducteur. La piétonne décède peu après son transfert à l'hôpital alors que l'opératrice, seule occupante du véhicule, s'en sort indemne. Le véhicule roulait à 45 miles par heure (environ 72 km/h) avant de heurter la piétonne à 39 miles par heure (soit environ 62 km/h).

#### Accidents mortels en 2021
En avril 2021, deux occupants d'une Tesla meurent dans l'incendie de leur véhicule écrasé contre un arbre à Spring au Texas. En septembre 2021, deux personnes meurent dans l'accident d'une Model 3 dans le sud de la Floride. L'accident de Spring serait à mettre sur le compte du faux sentiment de sécurité ressenti par certains utilisateurs du pilote automatique.

#### Accident mortel en 2022

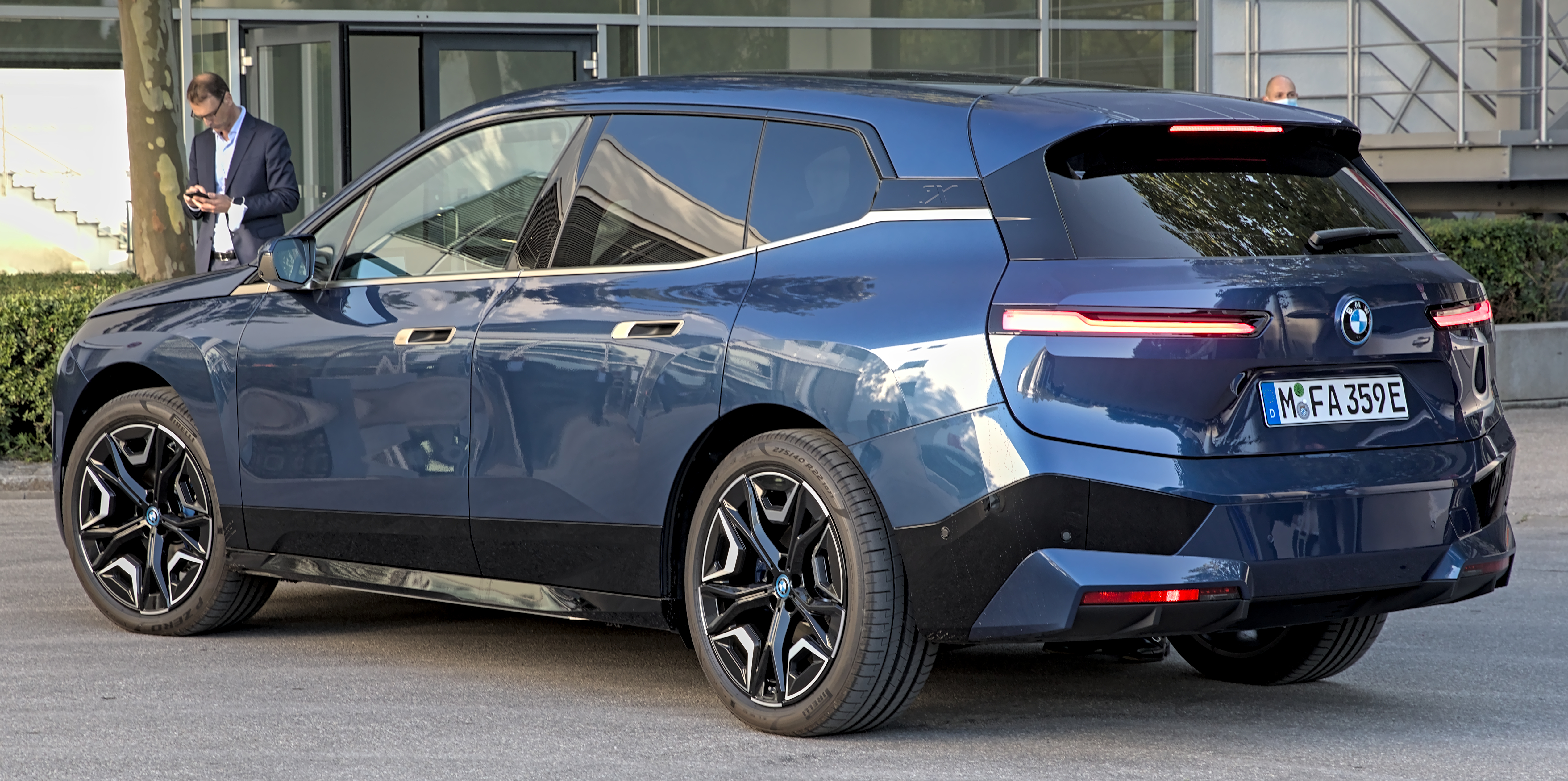
Une BMW iX.

En 2022, un accident mortel implique un prototype de véhicule autonome sur l'autoroute fédérale allemande Bundesstraße 28, qui connecte la frontière française à Senden à proximité de Stuttgart. Le véhicule BMW iX impliqué dans un carambolage à quatre véhicules aurait pu être en mode de conduite autonome selon la police, ce qui est démenti par BMW ; selon la société, ce véhicule utilise une technologie de niveau 2, qui laisse au conducteur la responsabilité de la conduite.

### Autres incidents
En 2020, les expérimentations d'EasyMile sont arrêtées après qu'un passager est tombé de son siège à l'occasion d'un freinage automatique d'urgence à la vitesse de 11 km/h.
En 2021, une navette autonome de niveau 4 entre en collision avec une personne aveugle au village paralympique des jeux olympiques de 2020 de Tokyo, empêchant à celle-ci sa participation dans sa discipline. La navette a détecté le passage piéton et a enclenché un freinage automatique d'urgence, mais a percuté le piéton à une vitesse de un à deux kilomètres par heure. Une enquête policière est ouverte.

### Prospective
Les accidents de la route étant liés dans 94 % des cas à une erreur quelconque de la part d'un conducteur aux États-Unis (statistiques de 2015), les véhicules autonomes devraient entraîner une forte baisse de ceux-ci, et incidemment une aggravation de la pénurie d'organes disponibles à la greffe (aux États-Unis, un greffon sur cinq provient d'une victime d'accident de la route),.
En 2020, les constructeurs automobiles ont revu leur ambition d'avoir des véhicules autonomes de niveau 5 en 2020, pour une approche plus pragmatique visant à atteindre le niveau 2 en 2020.
En 2020, on considère qu'il pourrait être possible en 2025 de lâcher le volant sur l'autoroute, alors que des taxis autonomes en région parisienne ne sont pas attendus avant 2030 ou 2035.
Quatre Belges sur dix pensent que la voiture entièrement autonome n’existera jamais et la majorité n'envisage pas de véhicule complètement autonome avant 2050.
En 2019, certains spécialistes considèrent que l'autonomie complète est irréalisable à court ou moyen terme.

### Formation
Dès 2024, la Corée du Sud souhaite former à la sécurité des véhicules autonomes lors de l'examen du permis de conduire.

## Enjeux sociaux liés aux véhicules autonomes

### Regard de la société sur les véhicules autonomes
Selon certains observateurs, les véhicules autonomes pourraient permettre de réduire le nombre d'accidents routiers.

#### Regard de la population sur le véhicule autonome
À la suite des crashs des véhicules d'Uber et de Tesla, en mars et mai 2018, 73 % des Américains ne sont pas à l'aise à l'idée de conduire un véhicule autonome, soit dix points de plus qu'au début de l'année, d'après une étude menée par l'Association américaine des automobilistes (AAA).

#### Éthique et morale
Lors d'un accident ayant pour cause des raisons humaines, de nombreux facteurs intrinsèques à l'homme déterminent la finalité de l'accident tels que le stress ou encore l'instinct de survie. Par contre, dans le cas d'un accident inévitable, le comportement de la voiture sera dicté par le programme de celle-ci. De cette problématique peut être modélisé un dilemme du tramway où ce programme aura le choix et la possibilité de sauver les occupants du véhicule ou de les sacrifier en fonction de la situation.
C'est d'ailleurs en se basant sur ce type de dilemme qu'une étude a été faite auprès de 1 928 personnes pour connaître le désir des personnes concernant le comportement à adopter par ces véhicules dans diverses situations.
À la fin de cette étude, il ressort que les sondés préfèrent un véhicule pouvant sacrifier la vie de ses passagers afin de sauver un plus grand nombre de personnes. Ce choix pose néanmoins un problème car à la question de l'achat d'un tel véhicule, les sujets de l'enquête préfèrent en grande majorité un véhicule les préservant eux avant tout. On ressent ici une crainte intrinsèque aux véhicules autonomes dans le sens où les utilisateurs sont anxieux de confier leurs vies à une technologie qui ne considérera ses occupants que comme des variables parmi tant d'autres.
De plus d'autres problèmes relatifs cette fois-ci aux informations personnelles se posent. Selon les lois en vigueur, le propriétaire d'un véhicule autonome est toujours responsable en cas d'accident. Les différents systèmes permettant de surveiller l'attention du conducteur et l'état de celui-ci pourraient se retourner contre lui dans l'hypothèse où ces informations sont transmises à l'insu de l'usager à sa compagnie d'assurance par exemple←.
Une vaste enquête mondiale débutée en 2016 et appelée machine morale (en) (variante du dilemme du tramway) révèle les règles éthiques que devraient suivre l'« algorithme de la mort » des véhicules autonomes en situation d’accident. Les chercheurs observent sur les 40 millions de réponses issues de 233 pays trois grandes préférences : sauver les humains plutôt que les animaux, sauver plus de vies plutôt que moins, sauver en priorité les enfants. Cependant, si les préférences dépendent peu de la catégorie socio-professionnelle, elles sont très variables d'un pays à l'autre, si bien qu'il est difficile pour les concepteurs d'algorithme des constructeurs de ces véhicules de les mettre en application.
En 2023, une étude est conduite pour identifier les réactions de conducteurs humains dans différentes situations ; cette information doit permettre de guider les futurs voitures autonomes dans leurs choix moraux.[pertinence contestée]

#### Coût
Selon une étude de 2015 par l'université technique de Delft, 22 % de la population étudiée ne se dit pas prête à dépenser plus que le prix d'un modèle équivalent pour que leurs véhicules soit autonome, contre environ 5 % qui serait capable de débourser plus de 30 000 $ pour cette option.
Ce constat pose la question du prix à débourser pour de tels véhicules et de savoir si celui-ci sera un obstacle à la démocratisation et à l'acceptation de cette technologie.

### Coût et consommation de ressources
Selon Patrick Koller, PDG de l'équipementier automobile français Faurecia, en 2019, « les systèmes nécessaires pour offrir une autonomie de niveau 5 ont un surcoût estimé de 70 000 euros par voiture ; c'est beaucoup trop cher pour un particulier ».
L'équipement des véhicules autonomes en test et leur consommation d'énergie sont considérables : les Volkswagen e-Golf testées en conditions réelles en 2019 sont spécialement équipées pour la conduite autonome de niveau 4 : onze scanners laser, sept radars, quatorze caméras, plusieurs capteurs à ultrasons et jusqu’à 5 gigaoctets de données transférées chaque minute à l’ordinateur de bord ; leur système informatique installé dans le coffre est doté d’une capacité de calcul équivalant à « 15 ordinateurs portables »,.

### Effet sur le marché du travail
Aux États-Unis, des prévisions considèrent que les voitures et camions autonomes pourraient induire la suppression de 1,3 à 2,3 millions d'emplois en 30 ans. Les auteurs insistent sur la difficulté à prédire les effets, car de nombreux emplois seront aussi créés par la baisse du coût du transport.
Au Canada, l'automatisation des transports pourrait supprimer 500 000 emplois directs et 600 000 emplois indirects.
La transition vers les véhicules autonomes engendrera potentiellement de nombreux changements sur le marché du travail, en agissant sur la situation de différents corps de métier liés de près ou de loin à l'automobile. La première catégorie de métier la plus concernée est celle des « conducteurs » de véhicule qui pourraient à terme voire leurs professions en grande partie remplacées par les fonctions de conduite autonome :
- les conducteurs de poids lourds seront parmi les plus concernés par la transition ; en 2014, les États-Unis comptaient environ 1,6 million de conducteurs de poids lourds[273] ;
- les conducteurs de bus et de cars sont eux aussi concernés par cette transition, en effet, lorsque les technologies de conduite atteindront le niveau 4, ces deux modes de transport pourront être entièrement automatisés et ces deux professions n'auront plus de raison d'être ;
- enfin les conducteurs de taxi et les chauffeurs de VTC[273] sont également menacés par cette transition, de la même façon que les conducteurs de bus et de cars. Si la technologie de conduite autonome atteint le niveau 4, les véhicules qu'ils conduisent pourraient à l'avenir se conduire d'eux-mêmes. La démonstration de cette possibilité a d'ailleurs été faite lors des essais sur route des taxis autonomes d'Uber.

La seconde catégorie de métier, touchée plus largement que la première, concerne les personnes travaillant en relation avec l'entretien des véhicules, ainsi que la gestion des conséquences de la conduite des véhicules non autonomes.
- Le métier de garagiste sera une profession concernée par la probable baisse du nombre d'accidents (90 % si l'on considère que les accidents liés aux erreurs humaines seront intégralement évités)[26] une fois la transition vers les véhicules autonomes effectuée. Cependant malgré cette baisse d'activité possible, une grande partie de l'activité des garagistes sera conservée (entretien, réparation, etc.).
- Les services de maintien de l'ordre verront aussi une partie de leur activité affectée, en effet, les véhicules autonomes seront logiquement appelés à changer les types d'infractions constatés ainsi que leur nature.
- Les services de santé seront aussi soulagés de la tâche liée à la gestion des accidents de la route dont la quantité pourra probablement être fortement réduite une fois la transition effectuée[274].

La transition vers les véhicules autonomes pourrait aussi engendrer plusieurs changements positifs sur l'économie et le marché du travail, en optimisant le temps de travail des employés en déplacement mais aussi en permettant de réduire les coûts liés à l'utilisation des véhicules.
Cette transition pourrait aussi avoir de grandes conséquences sur la productivité de certaines professions dont les fonctions impliquent un grand nombre de déplacements. En effet, avec l'utilisation de véhicules autonomes, ce temps « perdu » pourrait être remplacé par du temps travaillé.
Le temps d'utilisation réel des véhicules actuels par leurs utilisateur est estimé à 4 % selon Morgan Stanley, ceci impliquant une perte d'argent et de ressources. Une réponse à ce problème pourrait être l'autopartage. Or, l'arrivée sur le marché des véhicules autonomes permettrait de lever une grande partie des contraintes liées à ce mode de déplacement, les véhicules autonomes pouvant aisément aller chercher leurs utilisateurs et optimiser leurs trajets pour servir plus efficacement leurs différents utilisateurs.

### Effet sur les infrastructures routières et l'urbanisation
D'après le CEA, l'apparition des voitures autonomes va entraîner une modification des infrastructures routières et autoroutières pour s'adapter à ce nouveau mode de circulation. De nombreuses modélisations anticipent, à condition d’un développement assumé du covoiturage et/ou de l'autopartage, une réduction importante du nombre de véhicules en circulation et de places de parking nécessaires.
De plus, bien qu’il n’y ait pas de consensus et que l’impact de la voiture autonome sur l’urbanisation reste difficile à prévoir, de nombreux modèles scientifiques mettent en avant une possible augmentation de la distance et de la durée des déplacements engendrée par l’automatisation des véhicules. Cette évolution des comportements aurait pour conséquence une accentuation de l’étalement urbain. Sous réserve d’un coût opérationnel maîtrisé, de nombreuses études insistent également sur l’effet négatif que pourrait avoir l’automatisation des véhicules privés sur l'utilisation des modes de transport en commun et sur la mobilité active.
L’automatisation représente une réelle opportunité de développement pour le covoiturage et l’autopartage. Dépendamment de la place faite à cette évolution dans les différentes modélisations, l’automatisation des véhicules pourraient avoir des effets totalement différents, voire opposés, sur l’urbanisation.

## Brevets
Différentes sociétés ont déposé des brevets pour les voitures autonomes. Les entreprises allemandes font partie des plus actives à ce titre.
Pour des raisons techniques, il est temporairement impossible d'afficher le graphique qui aurait dû être présenté ici.

Nombre de brevets déposés dans le monde de janvier 2010 à juillet 2017 (sources : IW Cologne et OMPI)